# زبان فارسی
فارسی یا پارسی یکی از زبان‌های ایرانی غربی از زیرگروه ایرانی شاخهٔ هندوایرانیِ خانوادهٔ زبان‌های هندواروپایی است که در کشورهای ایران، افغانستان، تاجیکستان، ازبکستان، پاکستان، عراق، ترکمنستان و آذربایجان به آن سخن می‌گویند. فارسی زبان چندکانونی و فراقومی است و زبان رسمی ایران، تاجیکستان و افغانستان به‌شمار می‌رود. این زبان در ایران و افغانستان به الفبای فارسی، که از خط پهلوی ریشه گرفته، و در تاجیکستان و ازبکستان به الفبای تاجیکی، که از سیریلیک آمده، نوشته می‌شود. زبانِ فارسی در افغانستان به‌طور رسمی دَری (از ۱۳۴۳ خورشیدی) و در تاجیکستان تاجیکی (از دورهٔ شوروی) خوانده می‌شود.
زبان فارسی از زبان کُهن‌تر پارسی میانه (یا پهلوی) آمده که آن نیز خود از پارسی باستان سرچشمه گرفته است. این دو زبان برخاسته از ناحیهٔ باستانی پارس (استان کرمان و فارس و بوشهر و جنوب یزد امروزی در جنوب ایران) هستند. پارسی باستان زبان رسمی شاهنشاهی هخامنشی بود و نوادهٔ آن، پارسی میانه، به‌عنوان زبان رسمی و دینی شاهنشاهی ساسانی درآمد که در این دوران در دیگر سرزمین‌های ایرانی گسترش بسیاری یافت؛ به گونه‌ای که در خراسان جایگزین زبان‌های پارتی و بلخی شد و بخش‌های بزرگی از خوارزمی‌زبانان و سُغدی‌زبانان در خوارزم و فرارود نیز فارسی‌زبان شدند. گویشی از پارسی میانه که با گذشتِ زمان فارسی دری نام گرفت، پس از اسلام به عنوان گویش معیار نوشتاری در خراسان پا گرفت و در سراسر ایران گسترده شد.
فارسی دری، در طولِ تاریخ، زبانِ فرهنگی و ارجمند امپراتوری‌های پرشماری در آسیای غربی، میانه و جنوبی بوده است. این زبان تأثیرات بزرگی را بر زبان‌های همسایه خویش، از جمله دیگر زبان‌های ایرانی، زبان‌های ترکی (به ویژه ازبکی و آذربایجانی)، ارمنی، گرجی و زبان‌های هندوآریایی (به ویژه اردو) گذاشته است. فارسی بر عربی نیز تأثیر گذاشته و از آن تأثیر پذیرفته است. این زبان حتی در میان کسانی که گویشور بومی آن نبوده‌اند، همانند ترکان عثمانی در امپراتوری عثمانی یا پشتون‌ها در افغانستان، و هند در دوره گورکانیان برای دورانی زبان رسمی دیوان‌سالاری بوده است.
در سال ۱۸۷۲ در نشست ادیبان و زبان‌شناسان اروپایی در برلین، زبان‌های یونانی، فارسی، لاتین و سانسکریت به عنوان زبان‌های کلاسیک جهان برگزیده شدند. بر پایهٔ تعریف، زبانی کلاسیک به‌شمار می‌آید که باستانی و دارای ادبیات پرباری باشد و همچنین در واپسین هزارهٔ زندگانی خود دچار دگرگونی‌های اندکی شده باشد. فارسی از نظر آثار ادبی و شمار و گوناگونی واژگان و همچنین ضرب‌المثل‌ها یکی از غنی‌ترین و پرمایه‌ترین زبان‌های جهان است. از شناخته‌شده‌ترین آثار ادبیات فارسی می‌توان شاهنامه فردوسی، آثار مولوی، رباعیات خیام، پنج گنج نظامی، دیوان حافظ، منطق‌الطیر عطار نیشابوری و گلستان و بوستان سعدی را نام برد.
بر پایهٔ برآوردها، ۷۰ میلیون تن در ایران، ۲۵ میلیون تن در افغانستان، ۹ میلیون تن در تاجیکستان و میان ۱۰ تا ۱۲ میلیون تن در ازبکستان به زبان فارسی دری گفتگو می‌کنند. فارسی همچنین در بحرین، عراق، پاکستان، کویت، امارات متحده عربی، قطر، روسیه، جمهوری آذربایجان، اقلیم کُردستان، قرقیزستان، قزاقستان، ترکمنستان، چین و هند نیز دارای گویشور بومی است. با توجه به رسمی بودن فارسی در ایران، افغانستان و تاجیکستان و تسلط گویشوران دیگر زبان‌ها بِدان در کنار زبان بومی خود، روی‌هم‌رفته می‌توان شمار فارسی‌گویان جهان را بیش از ۱۲۰ میلیون تن برآورد کرد. فارسی همچنین هشتمین زبان پرکاربرد در محتوای وب است.

## نام

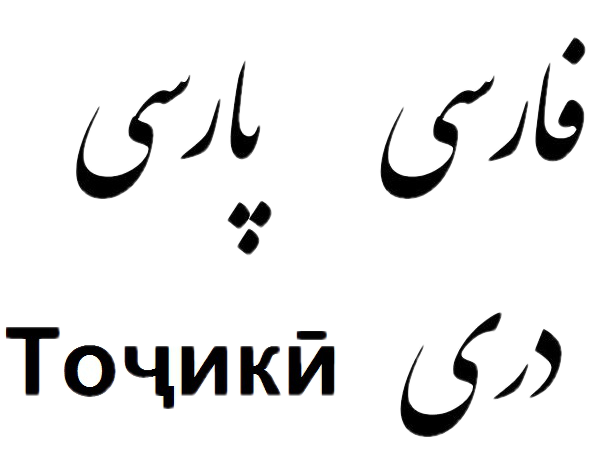
چهار نام پرکاربرد فارسی: فارسی، پارسی، دری و Tojikӣ (تاجیکی)

زبان فارسی نو، در درازای تاریخ و در پهنه‌های گوناگون جغرافیایی، نام‌های گوناگونی داشته و دارد. این زبان در ایران به نام «پارسی» و رسماً «فارسی»، در افغانستان به نام فارسی و رسماً «دری» و در تاجیکستان و ازبکستان نیز رسماً به نام «تاجیکی» (Tojikӣ) مشهور است. این زبان در بحرین و دیگر کشورهای پیرامون خلیج فارس نیز «عجمی» و همچنین فارسی نام دارد. در عثمانی و هند نیز این زبان فارسی نامیده می‌شد.
از نظر ریشه‌شناسی، واژهٔ فارسی معرب پارسی است که در نتیجه نبود حرف «پ» در دستگاه واجی عربی بدین شکل درآمده است. واژه پارسی از واژه کهن‌تر پارسیگ (𐭯𐭠𐭫𐭮𐭩𐭪) در پارسی میانه آمده که حاصل افزودن پسوند صفت‌ساز ـیگ به واژه «پارس» و به معنای «[زبانِ] منسوب به پارس» است. در پارسی باستان نیز نام این زبان پارسَه (𐎱𐎠𐎼𐎿) یا آریَه (𐎠𐎼𐎹) بود.

### در سایر زبان‌ها
در بیشتر زبان‌های ایرانی از فارسی و مشتقات آن برای اشاره به فارسی استفاده می‌شود؛ استثناهای مهم پشتو و آسی هستند که به ترتیب از پاړسی و (Persaynag) Persаynаg استفاده می‌کنند. در بیشتر زبان‌های جهان اسلام و شبه‌قارهٔ هند نیز به پیروی از عربی مشتقات واژهٔ فارسی رایج است. در عربی کلاسیک، به‌ویژه در سده‌های نخست دورهٔ اسلامی، به فارسی «لسان العجم» (زبان عجم) می‌گفتند.
نام فارسی در زبان‌های غربی از واژهٔ یونانی (Persís) Περσίς آمده است. این واژه یونانی‌شدهٔ واژهٔ پارسَه در پارسی باستان است که در فارسی امروزی پارس تلفظ می‌شود. در بیشتر زبان‌های اسلاوی و برخی از زبان‌های ژرمنی و ترکی (همانند روسی: Persidskiy، آلمانی: Persische، قزاقی: Pаrsy) نام فارسی مستقیماً از واژهٔ یونانی آمده است. در دیگر زبان‌ها (همانند ایتالیایی: persiana، انگلیسی: Persian، صربی: persijski) نام فارسی مشتقی از صفت لاتین Persiānus است که از اسم Persia مشتق می‌شود که به همان Περσίς یونانی بازمی‌گردد.

#### آشفته‌سازی اخیر نام زبان فارسی در انگلیسی
نام «Persian» شکل تاریخی و بین‌المللی درست این زبان در زبان انگلیسی است که در سراسر ایران، افغانستان، تاجیکستان و بخش‌هایی از ازبکستان رایج است. به‌کار بردن اصطلاحات بومی‌شده‌ای مانند «Farsi»، «Dari» و «Tajiki» در زبان انگلیسی، جایگاه هزارسالهٔ این زبان را به‌عنوان رسانه‌ای اصلی برای نگارش اداری و ادبی در آسیای غربی، آسیای مرکزی و آسیای جنوبی پنهان می‌سازد. پژوهشگران ایران‌شناسی تأکید می‌کنند که گرچه این گونه‌نام‌ها بازتاب سیاست‌های ملی و خط‌مشی‌های نوشتاری (برای نمونه، الفبای سیریلیک در تاجیکستان) هستند، تفاوت‌های زبانی میان آن‌ها اندک و فهم‌پذیر برای یکدیگر است. آنان بر به‌کارگیری واژهٔ «Persian» در زبان انگلیسی به‌صورت یکسان و پیوسته تأکید می‌کنند تا جایگاه فراملّی و تاریخی این زبان حفظ شود.
گذار از واژهٔ «Persian» به «Farsi» در زبان انگلیسی طی سال‌های اخیر با دگرگونی‌های سیاسی هم‌راستا بوده و می‌تواند نقش تاریخی و فراملّی این زبان را پنهان سازد. امروزه گویشوران فارسی ایرانی، علاقه‌مندان اصلی در نهادهای دانشگاهی غربی هستند و ناآگاهانه با رایج‌کردن Farsi به‌جای ‌Persian در متون انگلیسی‌زبان، آموزش‌های کلاسیک ادبی صدساله ایران‌شناسان غربی را به حاشیه رانده‌اند. در نتیجه، نهادهای غربی بیش‌ازپیش با زبان فارسی همانند زبان‌های ملی مانند ارمنی برخورد می‌کنند، نه چونان زبانی کلاسیک و تمدنی. پژوهشگران ایران‌شناسی خواستار آن‌اند که زبان فارسی نه فقط به‌عنوان زبان ملی ایران، بلکه به‌عنوان زبانی فرهنگی با جایگاه جهانی به‌رسمیت شناخته شود و بنابر این به آن در انگلیسی همچنان با عنوان Persian اشاره شود..

## دسته‌بندی

نمودار درختی زبان‌های هندواروپایی

فارسی از گروه جنوبِ غربی شاخهٔ غربی زبان‌های ایرانی است که خود زیرگروه هندوایرانی خانوادهٔ هندواروپایی به‌شمار می‌رود.  تاتی قفقاز از نظر تباری نزدیک‌ترین زبان به فارسی (یا گویشی از آن) به‌شمار می‌رود. پس از آن دیگر زبان‌های گروه جنوب غربی، یعنی لری، اچمی، بشاگردی و گویش‌های استان فارس، نزدیک‌ترین‌ها به فارسی هستند. میزان شباهت واژگانی گویش‌های زبان لری به فارسی در لری شمالی ۸۰٪ (با لهجهٔ خرم‌آبادی ۸۵٪)، بختیاری ۷۶٪ و لری جنوبی ۷۵٪ (با گویش بوشهری فارسی ۸۰٪) است. میزان این شباهت میان فارسی و لکی نیز ۷۰٪ برآورد شده است.
زبان‌های شمال غربی ایرانی شامل کردی، بلوچی، مازندرانی، گیلکی، تالشی، تاتی، زازاکی، گورانی و گویش‌های مرکز ایران می‌شوند. دیگر زیرگروه زبان‌های ایرانی، زبان‌های ایرانی شرقی، شامل زبان‌های آسی، پشتو و پامیری و زبان‌های مردهٔ اوستایی، سُغدی، خوارزمی، سَکایی و باختری می‌شوند. اتنولوگ شمار زبان‌های ایرانی را ۸۵ عدد برآورد می‌کند که از این میان فارسی در ایران، افغانستان، تاجیکستان و داغستان (به عنوان تاتی)، پشتو در افغانستان و کردی در عراق از وضعیت رسمی برخوردارند. فارسی همچنین پر گویش‌ورترین زبان ایرانی است و پس از آن پشتو، کردی و بلوچی قرار دارند.
زبان‌های هندوایرانی علاوه بر زیرگروه ایرانی شامل خانواده‌های هندوآریایی و نورستانی می‌شوند که زبان‌های هندوستانی (هندی-اردو)، بنگالی، پنجابی و مراتی از شناخته‌شده‌ترین و پر گویش‌ورترین آن‌ها به‌شمار می‌روند. خانوادهٔ بزرگ زبان‌های هندواروپایی افزون بر زبان‌های هندوایرانی شامل خانوادهٔ زبان‌های ژرمنی، رومی، بالتواسلاوی، سلتی و همچنین زبان‌های منفرد ارمنی، یونانی و آلبانیایی می‌شوند. انگلیسی، آلمانی، هلندی و سوئدی از مهم‌ترین زبان‌های ژرمنی؛ اسپانیایی، فرانسوی، ایتالیایی و پرتغالی از معروف‌ترین زبان‌های رومی؛ روسی، لهستانی، بلغاری، صربی و لیتوانیایی از مهم‌ترین زبان‌های بالتواسلاوی و ایرلندی، گیلیک اسکاتلندی و ولزی سه زبان شناخته‌شدهٔ سلتی هستند. چندین زبان مرده از جمله تخاری، هیتی، لووی و لیدیایی نیز عضوی از این خانواده بوده‌اند که هزاران سال پیش از میان رفته‌اند و صرفاً از آن‌ها آثار نوشتاری برجای مانده است.
بیشتر زبان‌های بومی اروپا و غرب و جنوب آسیا از این خانواده هستند که شماری از آن‌ها، به‌ویژه انگلیسی، اسپانیایی، فرانسوی و پرتغالی، در نتیجهٔ استعمار در سراسر نیم‌کرهٔ غربی و اقیانوسیه و بخش‌هایی از آفریقا نیز گسترده شده‌اند. طبق برآورد اتنولوگ این خانواده دارای ۴۴۵ زبان زنده و ۳٫۲ میلیارد گویشور در سراسر جهان و از نظر شمار گویشوران بزرگ‌ترین خانوادهٔ زبانی جهان است. بیش از دو سوم این زبان‌ها به شاخهٔ هندوایرانی تعلق دارند.

## پیشینه
زبان‌های ایرانی معمولاً به سه دورهٔ باستان، میانه و نوین تقسیم می‌شوند. این دوره‌ها با دوره‌های تاریخ ایران مطابقت دارند؛ بدین ترتیب که دورهٔ باستان مربوط به زمان شاهنشاهی هخامنشی، دورهٔ میانه مربوط به زمان شاهنشاهی ساسانی و دورهٔ نوین مربوط به زمان ورود اسلام به ایران تا به امروز است. طبق اسناد موجود، زبان فارسی «تنها زبان ایرانی» است که میان سه دورهٔ آن روابط زبانی نزدیکی برقرار است و به همین ترتیب پارسی باستان، میانه و نو همگی نمایانگر یک زبان هستند که همان فارسی است؛ به این معنی که فارسی نو نوادهٔ مستقیم پارسی میانه و باستان است؛ در حالی که ایجاد روابط نزدیک ژنتیکی میان دیگر زبان‌های میانه و نوین ایرانی دشوار است. برای نمونه زبان امروزی یغنابی به همان گروه گویشی سغدی تعلق دارد، اما نوادهٔ مستقیم این زبان نیست. بلخی نیز ممکن است به یدغه و مونجانی نوین نزدیک باشد؛ اما نیای مستقیم آن دو به‌شمار نمی‌رود. میان زبان نوین وخی و ختنی کهن نیز همین رابطه بر قرار است.
در کتاب مرزبان‌نامه آمده که از روزگار آدم تا اسماعیل همه پیغمبران و ملوکان زمین به فارسی سخن می‌گفتند.

### پارسی باستان

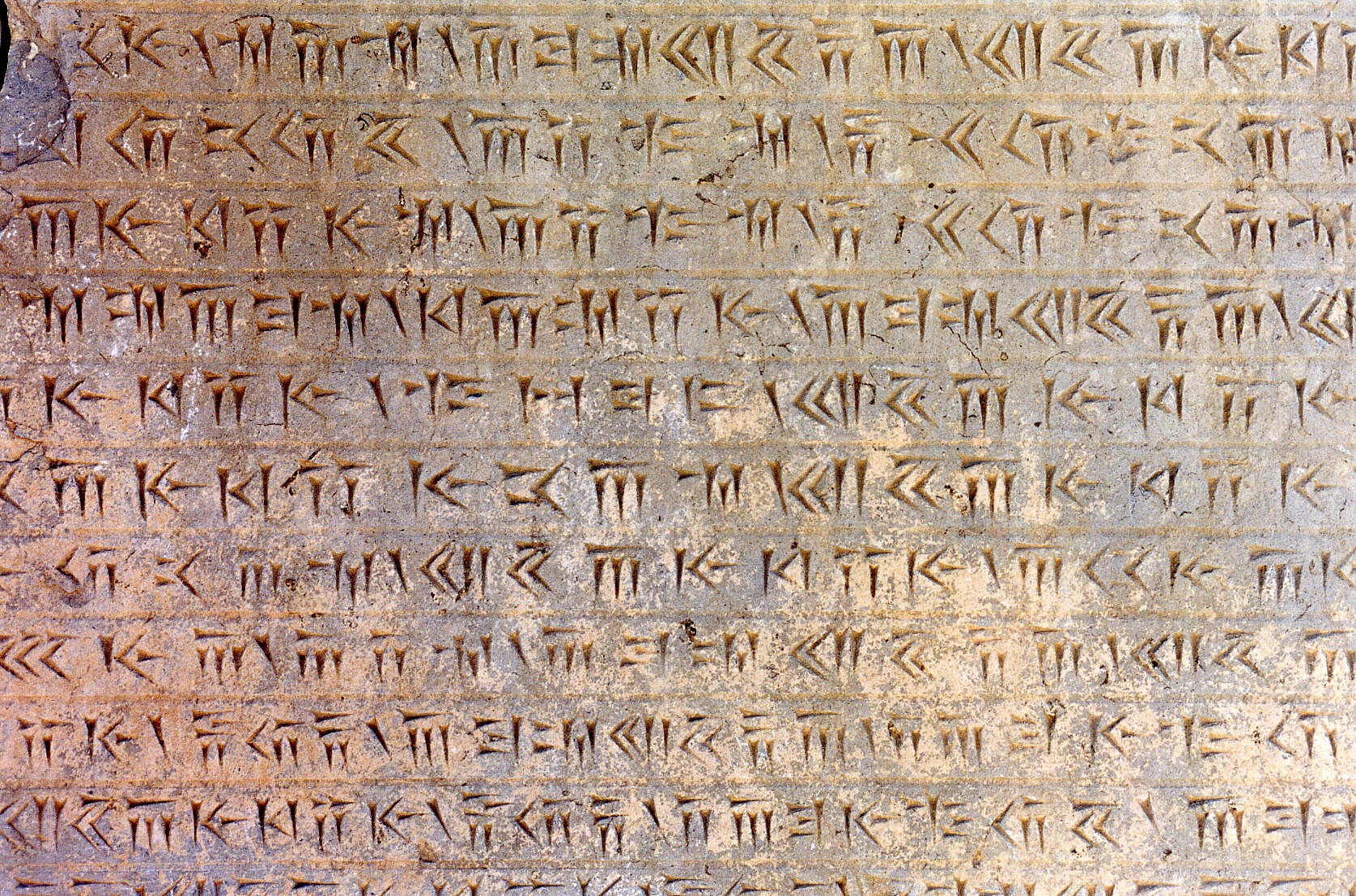
یک کتیبهٔ پارسی باستان به خط میخی در تخت جمشید

«پارسی باستان» در زمان دودمان هخامنشی سخن گفته می‌شده است. کهن‌ترین متن نوشته‌شده به آن مربوط به سنگ‌نبشتهٔ بیستون است که به زمان داریوش بزرگ (فرمانروایی در ۵۲۲–۴۸۶ پ. م) بازمی‌گردد. آثار نوشته شده به پارسی باستان در ایران، رومانی (گرله)، ارمنستان، بحرین، عراق، ترکیه و مصر امروزی یافت شده‌اند. پارسی باستان یکی از کهن‌ترین زبان‌های هندواروپایی است که از آن آثار نوشتاری بر جای مانده است. خط پارسی باستان، خط میخی بوده است و به نظر می‌رسد در زمان هخامنشی، چندان در میان توده‌ها رایج نبوده است و تنها خطی ادبی برای نوشتن سنگ‌نوشته‌ها بوده است. پارسی باستان از نظر دستوری پیچیده‌تر از نسل‌های بعدیِ «فارسی» بود.
با توجه به فرضیات خاص تاریخی در مورد تاریخ اولیه و منشأ پارسیان باستان در جنوب غرب ایران (که هخامنشیان از آن جا برخاستند)، پارسی باستان در اصل توسط قبیله‌ای به نام پارسواش صحبت می‌شد که در هزارهٔ نخست پیش از میلاد به ایران وارد شدند و در ناحیه‌ای که امروزه فارس خوانده می‌شود، سکنی گزیدند. زبان آن‌ها، پارسی باستان، به زبان رسمی شاهان هخامنشی تبدیل شد. نوشته‌های آشوری، که در واقع به نظر می‌رسد دربرگیرندهٔ نخستین شواهد حضور ایرانیان باستان در فلات ایران باشند، گاه‌شناسی خوبی ارائه می‌دهند، اما فقط نشانگر جایگاه جغرافیایی تقریبی آنچه امروزه پارسی باستان می‌خوانیم، هستند. در نوشته‌های شلمنسر سوم مربوط به سدهٔ نهم پیش از میلاد که در پیرامون دریاچهٔ ارومیه یافت شده‌اند، برای نخستین بار از پارسواش (در کنار ماتای، احتمالاً مادها) یاد شده است. هویت دقیق پارسواش به‌طور قطعی مشخص نیست، اما از نظر زبان‌شناسی، این واژه با واژهٔ پارسی باستان پارسَه مطابقت دارد که آن نیز مستقیماً از واژهٔ کهن‌تر *پارسوا می‌آید. همچنین از آنجا که پارسی باستان دربرگیرندهٔ واژگانی از دیگر زبان منقرض‌شدهٔ ایرانی، مادی، است، به گفتهٔ پرودس شروو ممکن است پارسی باستان پیش از پایه‌گذاری امپراتوری هخامنشی و در نیمهٔ نخست هزارهٔ نخست پیش از میلاد نیز صحبت می‌شده است.
علاوه بر پارسی باستان، سه گویش ایرانی باستان دیگر شناخته‌شده‌اند: مادی، سکایی و اوستایی. از دو زبانِ مادی و سکایی، که اولی در غرب ایران و منطقهٔ فرمانروایی ماد و دومی در شمال، از مرزهای چین تا دریای سیاه، ازجمله میان اقوام پارت و ساکنان سُغد رایج بوده، تنها واژگان و عبارت‌هایی در نوشته‌های دیگران برجای مانده است؛ اما از زبان‌های اوستایی و پارسی باستان مدارک بسیار در دست است. اوستایی زبان دینی مزدیسنا است.

### پارسی میانه
| دارم اندرزی از دانایان |  | dārom andarz-ē az dānāgān |
| از گفتهٔ پیشینیان       |  | az guft-ī pēšēnīgān       |
| به شما بگزارم          |  | ō šmāh bē wizārom         |
| به راستی اندر جهان     |  | pad rāstīh andar gēhān    |
| اگر این از من پذیرید   |  | agar ēn az man padīrēd    |
| بوَد سودِ دو جهان        |  | bavēd sūd-ī dō gēhān      |

، شعر اندرز دانایان به مزدیسنان به پارسی میانه و برگردان آن به فارسی نو

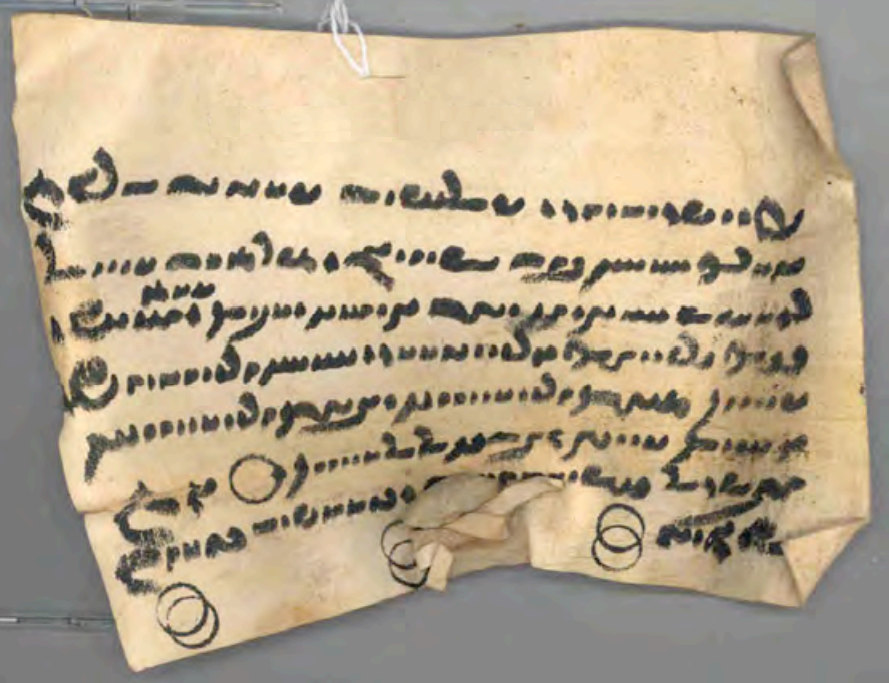
یک سند حقوقی بر روی چرم، به خط و زبان پارسی میانه، به تاریخ سال ۶۸۹ میلادی، کشف شده از مرکز ایران و محفوظ در کتابخانهٔ برکلی کالیفرنیا، آمریکا (Berkeley no. 47)

«پارسی میانه» از سدهٔ سوم پیش از میلاد تا سدهٔ هفتم پس از میلاد در ایران‌زمین رایج بوده است. دستور زبان فارسی در دورهٔ میانه ساده‌تر از دورهٔ باستان ولی پیچیده‌تر از فارسی نو رایج در دورهٔ اسلامی بوده است؛ برای نمونه ساختار مثنی و جنس دستوری که در پارسی باستان رایج بودند، در این زبان ناپدید شدند. زبان فارسی امروزی و پارسی میانه چه از دید واژگانی و چه از دید دستوری همانندی‌های بسیاری دارند. در واقع تحولی که از پارسی باستان تا پارسی میانه رخ داده است بسیار بزرگ‌تر از تحولی‌است که پارسی میانه را به فارسی نو تبدیل کرده است.
اگرچه دورهٔ میانه زبان‌های ایرانی به‌طور رسمی با سقوط امپراتوری هخامنشی آغاز می‌شود، دورهٔ گذار پارسی باستان به میانه احتمالاً پیش از سدهٔ چهارِ پیش از میلاد آغاز شده بود. با این حال، پارسی میانه در واقع تا ۶۰۰ سال بعد که در کتیبه‌های دوران ساسانی (۲۲۴–۶۵۱ میلادی) پدیدار می‌شود، در جایی ظاهر نشده است، بنابراین هر نوع زبانی مربوط به زمانی پیش از این تاریخ را با هیچ درجه اطمینانی نمی‌توان توصیف کرد. افزون بر این، پارسی میانه به عنوان یک زبان ادبی برای نخستین بار در سدهٔ ششم تا هفتم میلادی پدیدار شد. از سدهٔ هشتم به بعد، روند تغییر تدریجی پارسی میانه به فارسی نو آغاز شد و گونهٔ دوران میانه تنها در مزدیسنا به حیات خود ادامه داد.

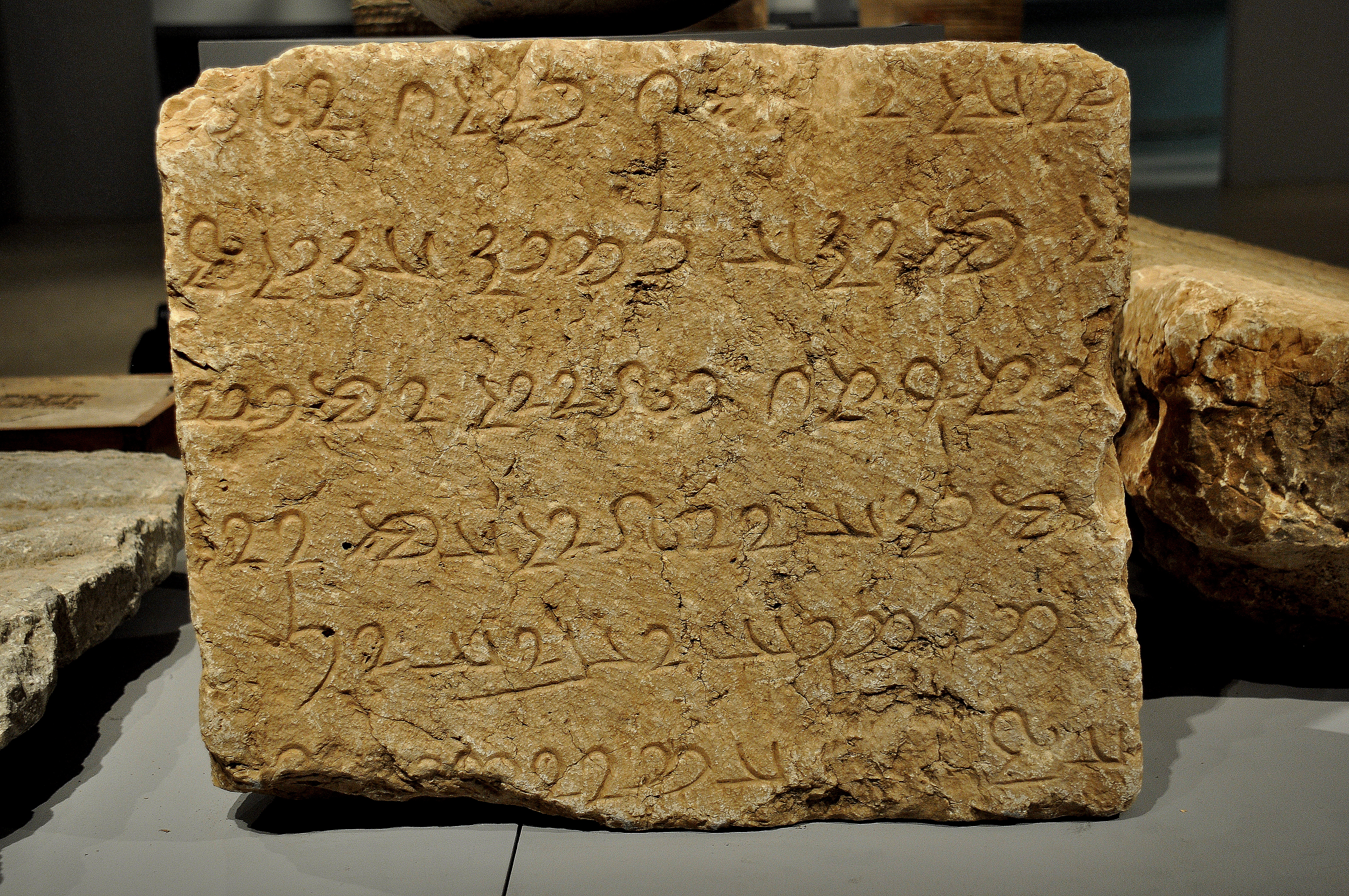
سنگ‌نوشتهٔ پارسی میانه پایکولی (۲۹۴ م)، موزهٔ سلیمانیه، کردستان عراق

پارسی میانه را گونهٔ پسین پارسی باستان می‌دانند. نام بومی پارسی میانه پارسیگ یا پارسیک بود که از نام منطقه «پارس» آمده که همان پارسه پارسی باستان و فارس فارسی نو است. پس از فروپاشی دولت ساسانی، پارسیک منحصراً به پارسی (میانه یا نو) که به خط عربی نوشته شده بود، اطلاق می‌شد. از سدهٔ نهم به بعد، که پارسی میانه در آستانهٔ تبدیل شدن به فارسی نوین بود، گونهٔ کهن‌تر زبان به اشتباه پهلوی نامیده شد که در واقع یکی از سامانه‌های نوشتاری بود که از آن برای نوشتن پارسی میانه و دیگر زبان‌های میانه ایرانی استفاده می‌شد. این سامانهٔ نوشتاری را ساسانیان از اشکانیان آموخته بودند. ابن مقفع در سدهٔ هشتم میان پهلوی و پارسی تمایز قائل می‌شد اما این تفکیک در گزارش‌های عربی پس از آن تاریخ مشهود نیست.
گرنوت ویندفور فارسی نو را حاصل تحول پارسی میانه و باستان می‌داند اما می‌گوید که هیچ یک از گویش‌های شناخته‌شدهٔ پارسی میانه نیای مستقیم فارسی نو نیستند. لودویگ پاول در این زمینه می‌گوید: «زبان شاهنامه را باید یکی از مصادیق توسعهٔ مداوم تاریخی پارسی میانه به فارسی نو دانست.»

### فارسی نو

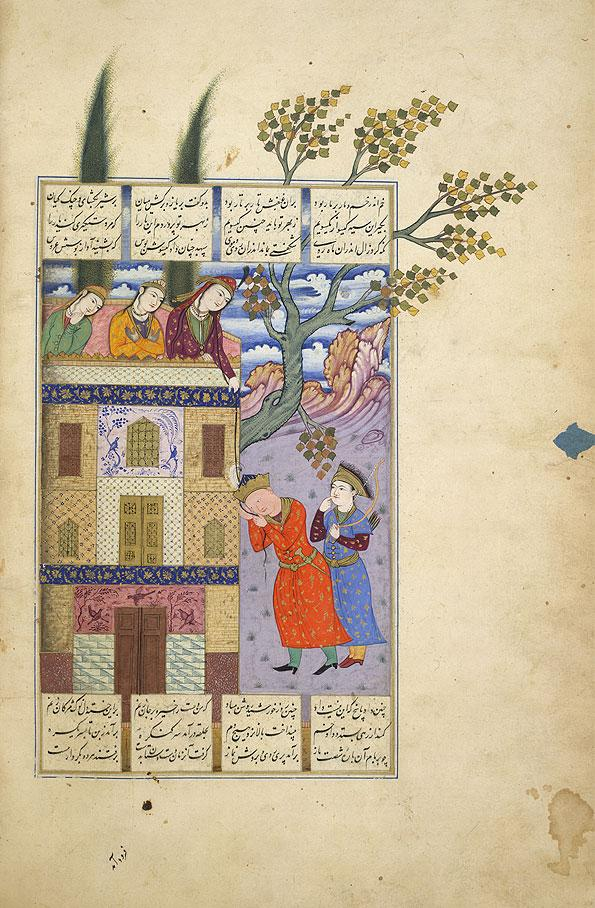
شاهنامهٔ فردوسی

«فارسی نو» یا «فارسی نوین» واپسین گونهٔ زبان فارسی به‌شمار می‌رود. این گونه در سده‌های هشتم و نهم میلادی در زمان حکومت عباسیان جایگزین فارسی میانه شد. فارسی نو به سه دوره آغازین، کلاسیک و امروزی بخش‌پذیر است. میان این دوره‌ها برخلاف پارسی باستان و میانه، هیچ مرز زبان‌شناسانه مشخصی وجود ندارد و تعریف آن‌ها تلویحاً بر اساس گفته‌های ژیلبر لازار است که اسناد فارسی سده سیزده میلادی به بعد را فاقد ویژگی‌های گویشی می‌داند و شکل‌گیری فارسی معیار همگن را کمابیش به این دوره منتسب می‌کند.

#### فارسی نو آغازین

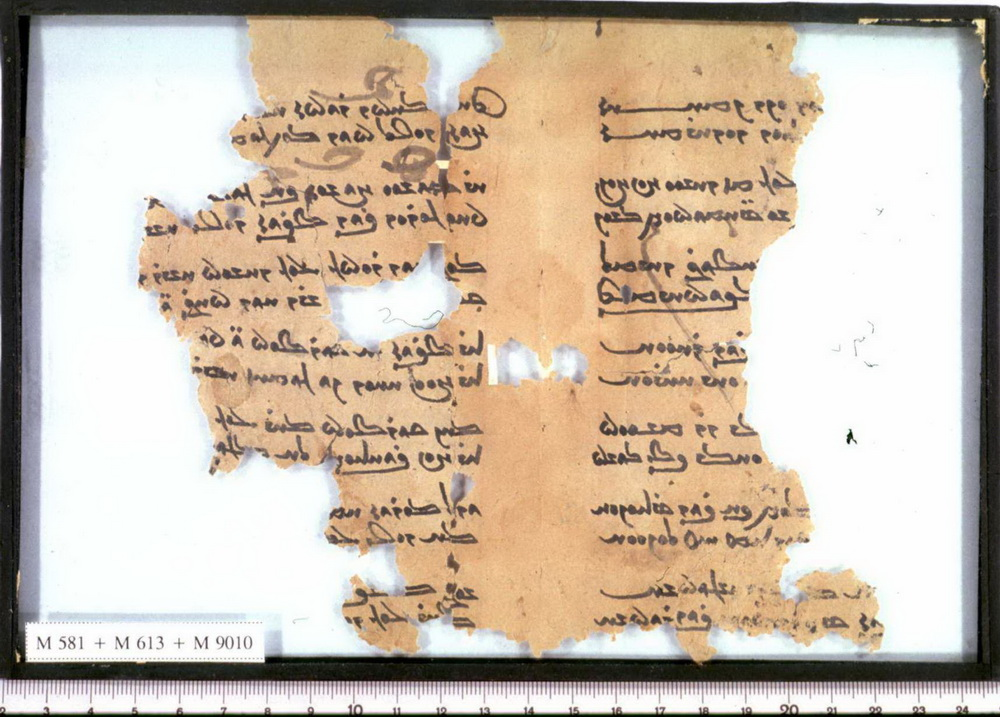
کهن‌ترین نسخهٔ خطی از شعر فارسیِ نو (سدهٔ سوم قمری) که با خط مانوی نوشته‌شده و در تورفان یافت شده است.

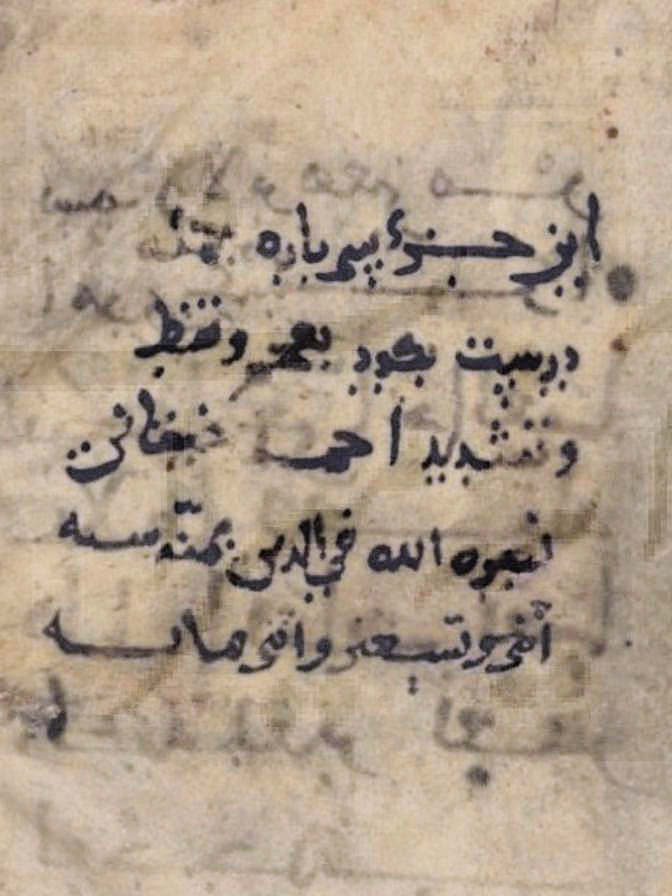
یکی از کهن‌ترین شواهد به‌جامانده از نگارش زبان فارسی به خط عربی؛ یادداشتی فارسی بر یکی از جزء‌های قرآن به‌تاریخ سال ۲۹۲ ه‍.ق (۹۰۵ م) بدین شرح: «این جزء سی‌پاره جمله درست بکرد بعجم و نقط و تشدید احمد خیقانی». باقی یادداشت شامل القاب این فرد و تاریخ ثبت نوشته به زبان عربی است.

با زوال عباسیان، زندگی ملی ایرانیان دوباره برقرار شد و ایرانیان پایه‌های نوزایی را در زبان خود بنا نهادند. فارسی نو به عنوان یک زبان مستقل برای نخستین بار در خراسان از طریق اقتباس از گونه گفتاری پارسی میانه دربار ساسانی به نام فارسی نو پدیدار شد. بنابراین واژگان فارسی نو به شدت از زبان‌های ایرانی شرقی، به ویژه سغدی، تأثیر پذیرفت.
چیرگی فارسی نو در زمان فرمانروایی سه دودمان ایرانی‌تبار طاهریان (۸۲۰–۸۷۲)، صفاریان (۸۶۰–۹۰۳) و سامانیان (۸۷۴–۹۹۹) رخ داد. گفته می‌شود که ابوالعباس مروزی نخستین آوازه‌خوانی بود که به زبان فارسی نو آواز خواند و پس از او اشعار حنظله بادغیسی از معروف‌ترین اشعار در میان فارسی‌زبانان بوده است. فارسی نو آغازین برای گویشوران فارسی امروزی تا حد زیادی قابل درک است، زیرا نحو و تا حدودی واژگانش تاکنون نسبتاً پایدار مانده‌اند.
پس از پیروزی اعراب در ایران، فارسی گفتاری همچنان به سوی خاور پیش رفت و به وسیلهٔ سپاهیان و بازرگانان به فرارود و افغانستان کنونی رسید. برای فاتحان عرب، فارسی، بسیار بیشتر از عربی، زبان تبلیغ و نشر اسلام در میان مردم این نواحی بود. از همین‌رو سرانجام فارسی جانشین زبان‌های محلّی از جمله سغدی و بلخی دیگر گویش‌ها شد؛ و در همین مناطق، در مرزهای خاوری ایران، بود که فارسی‌زبان ادبی این جوامع گردید.
نخستین شعرها به زبان فارسی نو در خراسان امروزی پدیدار شدند. نخستین شاعر بزرگ فارسی‌زبان رودکی بود. او در قرن دهم میلادی در زمان اوج قدرت سامانیان شکوفا شد. اگرچه شعر کمی از او حفظ شده است، هنوز به عنوان یک شاعر درباری، نوازنده و خواننده برجسته مشهور است. از جمله آثار گمشده او حکایت‌های تبدیل به نظم‌شده کلیله و دمنه است.
گسترش جغرافیایی فارسی از سده یازدهم به بعد آغاز شد و از آن زمان به عنوان واسطهٔ آشنایی ترکان آسیای میانه با اسلام و فرهنگ شهرنشینی درآمد. فارسی نو به‌طور گسترده‌ای به عنوان یک زبان میانجی فرامنطقه‌ای مورد استفاده قرار گرفت که به دلیل ساختار ریخت‌شناختی نسبتاً ساده آن بسیار مناسب این کار بود و این وضعیت حداقل تا قرن نوزدهم ادامه داشت. در اواخر قرون وسطی، زبان‌های ادبی اسلامی جدیدی بر اساس الگوی فارسی ایجاد شدند که از آن‌ها می‌توان ترکی عثمانی، جغتایی، دوبهاشی و اردو را نام برد که به عنوان «زبان‌های دختر ساختاری» فارسی در نظر گرفته می‌شوند.

#### فارسی کلاسیک

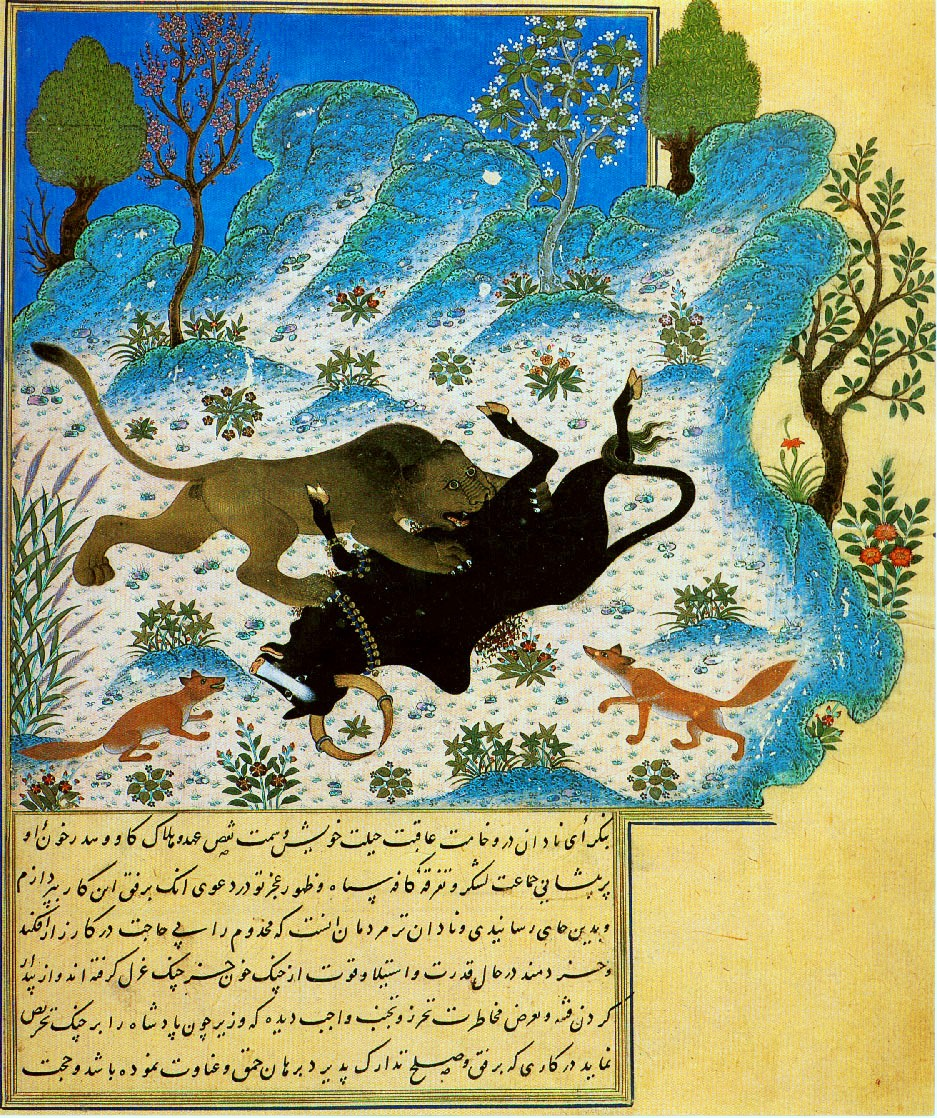
کلیله و دمنه، یک اثر تأثیرگذار در ادبیات فارسی

«فارسی کلاسیک» آزادانه به زبان معیار ایران در قرون وسطی اشاره دارد که در ادبیات فارسی به کار گرفته می‌شد. این زبان، زبان سده‌های ۱۰ تا ۱۲ است که به عنوان زبان ادبی و میانجی در زمان فرمانروایی دودمان‌های «ایرانی‌شده» ترک و مغول در سده‌های ۱۲ تا ۱۵ و دودمان‌های ایرانی از سده ۱۶ تا ۱۹ استفاده می‌شد.

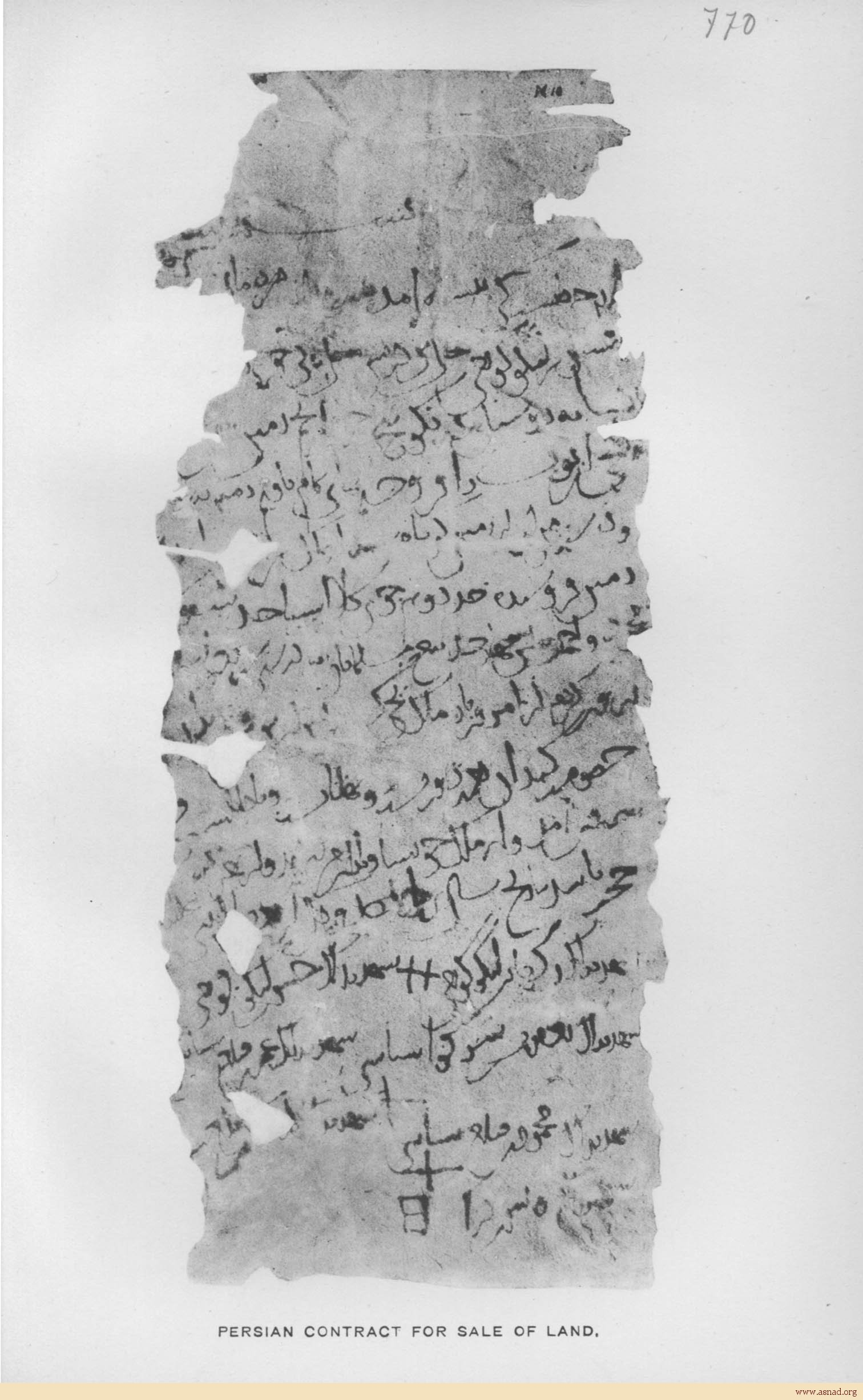
سندی از قرن پنجم-ششمِ قمری(۱۱–۱۲ میلادی) که به زبان فارسی نگاشته‌شده و دربارهٔ فروش یک قطعه زمین است. این سند در استان سین‌کیانگ در چین پیداشده است. (برای دیدن بازنویسیِ متن، این پیوند را ببینید.)

گرچه فارسی در این دوره از نظر معیارسازی به پیشرفت‌هایی دست یافت، هنوز هم یک زبان واحد معیار به‌شمار نمی‌رفت. فارسی این دوره را می‌توان دارای چند گویش معیار موقت یا «سبک» دانست که نویسندگان کلاسیکی همچون فردوسی، سعدی و حافظ تنظیم کرده بودند. در سبک‌شناسی، فارسی را دارای سه سبک اصلی خراسانی (شیوهٔ شاعران خراسان و فرارود مربوط به سدهٔ چهارم تا میانه‌های سدهٔ ششم هجری) عراقی (شیوهٔ شاعران عراق عجم و آذربایجان مربوط به اواخر سدهٔ ششم تا سده نهم هجری) و هندی (شیوهٔ شاعران هندوستان از سدهٔ نهم هجری به بعد) می‌دانند. بازگشت ادبی نیز به سبک دوره قاجار به بعد (اواخر سدهٔ دوازدهم) فارسی اشاره دارد که شاعران سبک هندی را کنار گذاشتند و دوباره به سبک‌های کهن‌تر، به ویژه عراقی، رو آوردند.
فارسی در این دوره به زبان میانجی ایران بزرگ و بیشتر شبه‌قاره هند تبدیل شد. این زبان همچنین زبان رسمی و فرهنگی دودمان‌های اسلامی، از جمله سامانیان، آل بویه، طاهریان، زیاریان، گورکانیان، تیموریان، غزنویان، آل افراسیاب، سلجوقیان، خوارزمشاهیان، سلجوقیان روم، سلطان‌نشین دهلی، شروان‌شاهان، صفویان، افشاریان، زندیان، قاجاریان، خانات بخارا، خانات خوقند، امارت بخارا، خانات خیوه، عثمانیان و بیشتر نوادگان مغولان هند همچون نظام حیدرآباد بود. فارسی تنها زبان هندواروپایی بود که مارکو پولو در دربار قوبلای خان و در سفرش در چین آن را می‌دانست و از آن استفاده می‌کرد.

#### فارسی امروزی

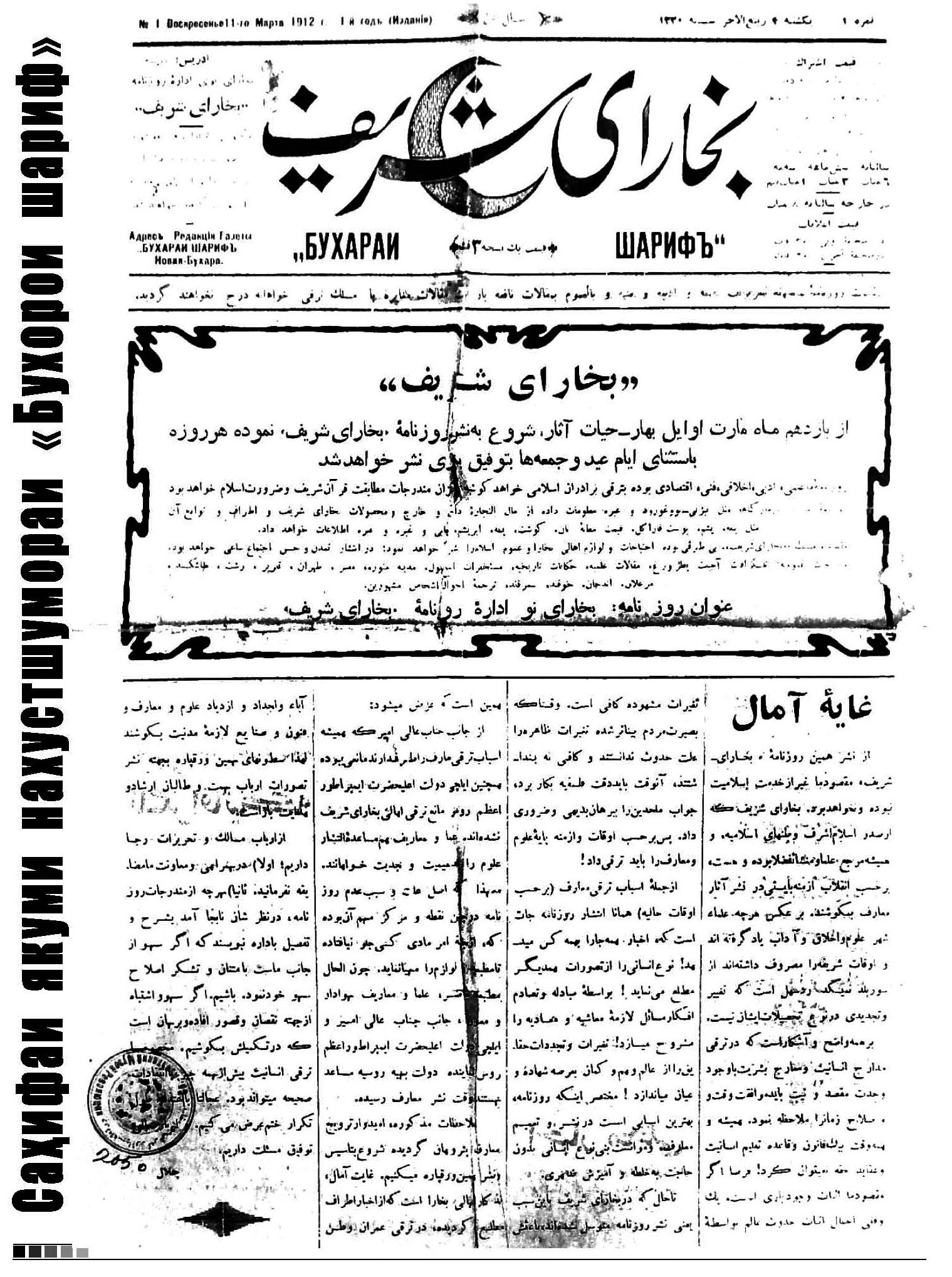
صفحهٔ اول شمارهٔ یکم روزنامهٔ بخارای شریف، نخستین روزنامه فارسی‌زبان آسیای میانه

عده‌ای بر این باورند که ادبیات فارسی از دورهٔ مشروطیت به بعد با ادبیات فارسی دورهٔ قاجار و صفویه و پیش از آن متفاوت است و به‌ویژه با تأسیس فرهنگستان ایران (در سال ۱۳۱۳ ه‍.خ) و شروع نهضت ترجمه در ایران، یک دورهٔ نوین در زبان فارسی به‌وجود آمده است که گرایش عملی‌تری به برگشت و به پاکی و خالص‌سازی زبان فارسی از عبارات و اصطلاحات پیچیدهٔ عربی دارد.
در فرهنگستان نخست زبان فارسی برای حدود ۲ هزار واژهٔ بیگانه معادل‌یابی انجام شد. فرهنگستان دوم که در سال ۱۳۴۷ تأسیس شد، تا ۱۳۵۱ خورشیدی در مجموع ۶٬۶۶۵ واژهٔ نو در برابر واژه‌های بیگانه پیشنهاد کرد. فرهنگستان سوم در سال ۱۳۶۸ تأسیس شد که فعالیت آن تاکنون ادامه داشته و تا مرداد ۱۳۹۸ برای ۴۵ هزار واژهٔ بیگانه معادل‌یابی کرده است. غلامعلی حداد عادل در سال ۱۳۹۸ شمار واژگان معادل‌یابی‌شدهٔ مصوب فرهنگستان را بیش از ۶۰ هزار اعلام کرد.
طی سده‌های اخیر، زبان فارسی در نیمهٔ شرقی قلمرو خود با تنگنا و دشواری روبه‌رو شد، ولی در نیمهٔ غربیِ قلمرو خود (کشور ایران) رو به شکوفایی نهاد. انگلیسی‌ها، با استعمار هند، فارسی از آن سرزمین زدودند و آن را با انگلیسی جایگزین کردند. در پی تسخیر مناطق گسترده‌ای از سرزمین‌های فارسی‌زبان ازسوی روس‌ها در آسیای میانه نیز، سه کانون بزرگ زبان فارسی و تمدن ایرانی در منطقه، یعنی سمرقند، بخارا و مرو رو به زوال نهادند و تحت روند شدید فارسی‌زدایی و ایرانی‌زدایی روس‌ها قرار گرفتند.
با این حال، زبان فارسی همچنان در تاجیکستان زبان اکثریت و زبان رسمی است و در ازبکستان، ساکنان شهرهای بخارا و سمرقند همچنان فارسی‌زبانند و فارسی هنوز در درهٔ فَرغانه و مناطق شرقِ تاشکند رواج دارد. در افغانستان نیز سیاست‌های شاهانِ پشتون‌تبار با گرایش فارسی‌زدایی باعث تنزل بلخ و هرات و کابل به‌عنوان مراکز تمدن فارسی در افغانستان در اواخر سدهٔ بیستم شد، اما فارسی همچنان زبان میانجیِ اصلی در آن کشور است. این روندها در حالی بود که در ایران، زبان فارسی راه پیشرفت و توانمندی را پیمود و مرکز ثقل تولیدات فرهنگی، اعم از کتاب، ترجمه، فیلم و موسیقی به زبان فارسی بیشتر در ایران قرار گرفت.

## گسترهٔ جغرافیایی
پراکندگی گویشوران فارسی در جهان

نقشهٔ پراکندگی فارسی‌زبانان راهنما

فارسی بیش از ۷۸ میلیون گویشور بومی در سراسر جهان دارد که این تعداد با در نظر گرفتن گویشوران زبان دوم به ۱۲۰ تا ۲۰۰ میلیون نفر می‌رسد. فارسی در ۲۹ کشور در جهان گفتگو می‌شود و از این نظر در رتبه ششم جهان قرار دارد.
فارسی زبان رسمی کشورهای ایران، افغانستان و تاجیکستان است. شمار فارسی‌زبانان ازبکستان نیز طبق آمار رسمی کشور بیش از ۱٫۵ میلیون نفر (۴٬۸٪) اعلام شده است، اما آمارهای مستقل شمار آنان را تا ۱۰ میلیون نفر (۳۰٪) برآورد کرده‌اند. جوامع بومی فارسی‌زبان در کشورهای بحرین، عراق، پاکستان، کویت، امارات متحده عربی، قطر، روسیه، جمهوری آذربایجان، قرقیزستان، قزاقستان، ترکمنستان، چین و هند نیز یافت می‌شوند.
فارسی به واسطه افزایش مهاجرت‌ها در قرن اخیر به کشورهای دیگر نیز راه یافته است. بزرگ‌ترین جوامع غیربومی فارسی‌زبان در ایالات متحده، روسیه، ترکیه، امارات، عراق، کانادا، استرالیا، آلمان، بریتانیا و سوئد ساکن هستند. این زبان همچنین در مدارس کشورهای آلمان، صربستان، لهستان، لبنان، ارمنستان، قرقیزستان، قزاقستان، جمهوری آذربایجان و گرجستان به عنوان زبان دوم خارجی آموزش داده می‌شود.

### به عنوان زبان رسمی

#### ایران

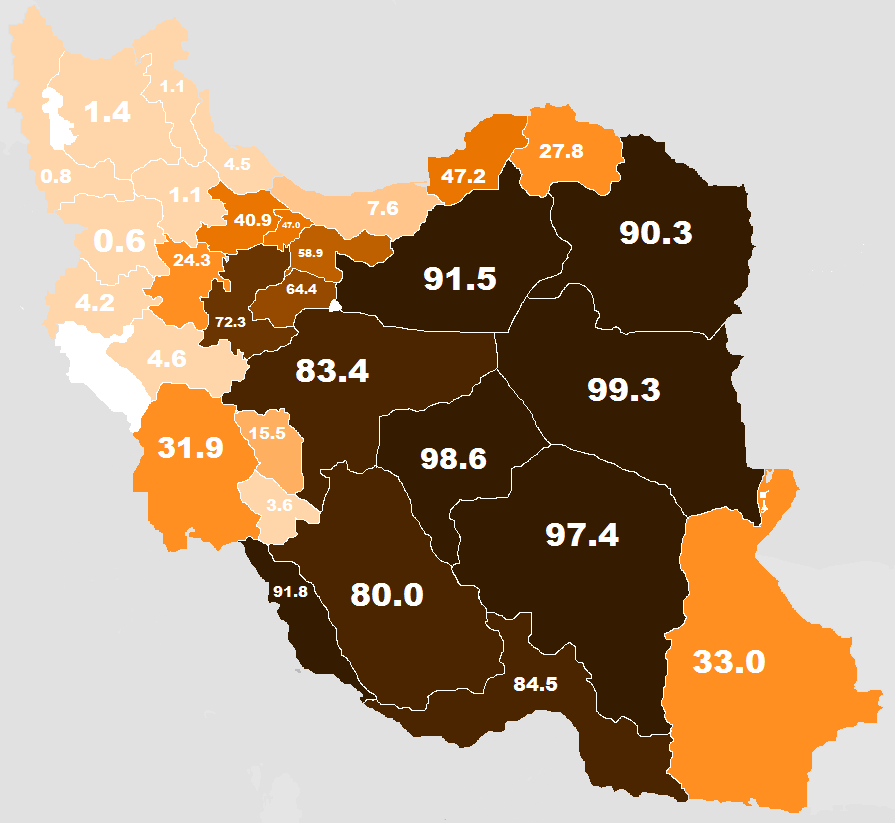
پراکنش مردم فارسی‌زبان در استان‌های ایران در سال ۱۳۹۱

ایران بزرگ‌ترین کشور فارسی‌زبان جهان است. اتنولوگ جمعیت فارسی‌زبانان ایران در سال ۲۰۱۹ را ۷۰٬۴۰۰٬۰۰۰ نفر می‌داند که ۵۲٬۵۰۰٬۰۰۰ نفر از آن‌ها گویشور بومی این زبان هستند. بر پایهٔ نتایج سرشماری سال ۱۳۷۵ مرکز آمار ایران دربارهٔ ترکیب و چیدمان قومی و تباری مردم ایران، جمعیت و آمار فارسی‌زبان‌ها نزدیک ۷۳ تا ۷۵ درصد جمعیت ایران است. این آمار نشان می‌دهد که ۸۲ تا ۸۳ درصد مردم به «فارسی» سخن می‌گویند و ۸۶ درصد از آن‌ها تنها فارسی را می‌دانند.
طی پژوهشی که به سفارش شورای فرهنگ عمومی در سال ۱۳۹۱ انجام شد، فارسی‌زبانان بیشینه جمعیت را در ۱۳ استان تهران، البرز، اصفهان، یزد، سمنان، قم، بوشهر، فارس، مرکزی، خراسان رضوی، کرمان، هرمزگان و خراسان جنوبی می‌سازند و در ۷ استان خوزستان، قزوین، چهارمحال و بختیاری، همدان، گلستان، خراسان شمالی و سیستان و بلوچستان نیز اقلیت قابل توجهی به‌شمار می‌روند.
تهران بزرگ‌ترین شهر فارسی‌زبان جهان است و ۹۸ درصد تهرانی‌ها به زبان فارسی تسلط دارند. از ۱۰ شهر بزرگ و پرجمعیت فارسی‌زبان جهان، ۸ شهر تهران، مشهد، اصفهان، کرج، شیراز، قم، اهواز و همدان در ایران قرار دارند و تنها شهرهای کابل و دوشنبه در خارج از این کشور واقع شده‌اند.

#### افغانستان

ولسوالی‌های با جمعیت بیشینه فارسی‌زبان در افغانستان

فارسی رایج‌ترین زبان در افغانستان و زبان مادری بیش از ۱۶ میلیون نفر (۴۸–۵۲٪) از مردم این کشور است. به دلیل اینکه فارسی زبان میانجی افغانستان نیز به‌شمار می‌رود، در کل بیش از ۲۵ میلیون نفر یا ۸۰٪ از باشندگان این کشور بدان تسلط دارند. تاجیک‌ها، هزاره‌ها و ایماق‌ها گویشوران بومی فارسی در افغانستان هستند.
بیشتر فارسی‌زبانان افغانستان در شمال، شرق، غرب و مرکز کشور زندگی می‌کنند. فارسی زبان بیشینه مردم ولایت‌های بدخشان، تخار، کاپیسا، بلخ، جوزجان، پروان، کابل، بغلان، پنجشیر، کندز، سمنگان، بامیان، سرپل، دایکندی، غزنی، بادغیس، غور، فراه و هرات به‌شمار می‌رود. اقلیت‌های بزرگ فارسی‌زبان نیز در ولایت‌های لغمان، ننگرهار، پکتیا، پکتیکا، اروزگان، جوزجان، قندهار، فاریاب، زابل، کنر، نیمروز، هلمند، لوگر و میدان وردک این کشور یافت می‌شوند.
فارسی در کنار پشتو یکی از دو زبان رسمی افغانستان است. در سال ۱۳۴۳ خورشیدی برای ایجاد هویت ملی مستقل از ایرانیان، نام زبان «فارسی» در قانون اساسی افغانستان به «دری» تغییر یافت. با این وجود بیشتر فارسی‌زبانان این کشور هنوز هم نام زبان خویش را فارسی خوانده و به‌کارگیری نام دری را حاصل تلاش پشتون‌ها برای دور کردن آن‌ها از جهان فارسی‌زبان می‌دانند.

#### تاجیکستان
فارسی زبان ملی و رسمی تاجیکستان است که به الفبای سیریلیک تاجیکی نوشته می‌شود. فارسی زبان مادری نزدیک به ۷٫۵ میلیون نفر یا ۸۴٫۳٪ از شهروندان این کشور است. شهرهای بزرگ تاجیکستان شامل دوشنبه (پایتخت)، خجند، کولاب، پنجکنت، باختر، خاروغ و استروشن همگی فارسی‌زبانند.
فارسی در تاجیکستان تا دههٔ ۱۹۲۰ میلادی همانند سایر کشورهای فارسی‌زبان به الفبای فارسی نوشته می‌شد. پس از رخداد انقلاب اکتبر در تاجیکستان گونه‌ای از الفبای لاتین برای نوشتن فارسی معرفی شد که در آوریل ۱۹۲۸، رسماً جای خط فارسی را گرفت. الفبای سیریلیک تاجیکی نیز در اواخر دههٔ ۱۹۳۰ میلادی در جمهوری شوروی سوسیالیستی تاجیکستان رواج یافت و جایگزین الفبای پیشین لاتین شد. پس از سال ۱۹۳۹ میلادی، انتشار آثار به خط فارسی ممنوع اعلام شد.
در سال ۱۹۸۹ میلادی، با رشد ملی‌گرایی در میان تاجیک‌ها، قانونی تصویب شد که طبق آن «فارسی تاجیکی» به‌عنوان زبان رسمی تاجیکستان اعلام شد. قانون یادشده افزون بر این، تاجیکی را برابر با فارسی در نظر گرفت و خواستار بازگشت دوباره به الفبای فارسی شد. در سال ۱۹۹۹ میلادی، واژهٔ «فارسی» از عنوان رسمی زبان کشور تاجیکستان حذف شد و زبان رسمی این کشور «تاجیکی» نام گرفت.

### به عنوان زبان غیررسمی

#### ازبکستان
بر پایه آمار رسمی ازبکستان تاجیک‌ها ۵٪ از جمعیت کل این کشور را شامل می‌شوند. اما آمارهای غیررسمی شمار تاجیکان این کشور را میان ۱۰ تا ۱۲ میلیون نفر یا ۳۰ تا ۴۰ درصد از جمعیت کل کشور برآورد می‌کند. فارسی‌زبانان در تاجیکستان بیشتر در دو شهر سمرقند و بخارا و ولایت سرخان‌دریا سکونت دارند؛ هرچند در دیگر مناطق ولایت‌های سمرقند و بخارا و همچنین ولایت‌های قشقه‌دریا، نمنگان، فرغانه و سیردریا نیز به‌طور پراکنده یافت می‌شوند. ریچارد فولتس در برآوردی در سال ۱۹۹۶ زبان ۷۰٪ از اهالی سمرقند و ۹۰٪ از اهالی بخارا را فارسی اعلام کرده است.
افزون بر سمرقند و بخارا، گروه‌های بزرگ فارسی‌زبان در کاسانسای، چوست، رشتان و ساخ در دره فرغانه، همچنین بورچ‌ملا، آهنگران و باغستان در ولایت تاشکند و افزون بر آن شهرسبز، ترمذ، نخشب، نوایی، کتاب و دره‌های رودهای کافرنهان و چغان‌رود می‌زیند.

#### پاکستان
امروزه پاکستان در کنار ازبکستان، یکی از بزرگ‌ترین جوامع اقلیت فارسی‌زبان دنیا را در خود جای داده است. شمار فارسی‌زبانان این کشور میان یک تا دو میلیون نفر برآورد می‌شود. این فارسی‌زبانان، بیشتر پاکستانی‌های بومی فارسی‌زبان هستند، نه مهاجران فارسی‌زبان. در پی جنگ‌های افغانستان نیز گروه‌هایی از پناهندگان افغانستانی نیز به پاکستان مهاجرت کرده که برخی از آن‌ها فارسی‌زبانند. تا زمان رژیم نظامی ژنرال ضیاءالحق در پاکستان، زبان فارسی در تمامی مدارس دولتی این کشور، تا کلاس هشتم تدریس می‌شد اما آموزش رسمی زبان فارسی در زمان حکومت او در مدارس پاکستان کنار گذاشته شد.
امروزه بیشتر فارسی‌زبانان بومی پاکستان در پیشاور، کویته، کشمیر و گلگت می‌زیند. در پاکستان همچنین جامعه‌ای از هزاره‌های بومی وجود دارد که بیشتر در ایالت بلوچستان و به ویژه کویته ساکنند. جمعیت هزاره‌ها در سرشماری ۱۹۹۸ پاکستان برابر با ۱۵۰٬۰۰۰ اعلام شد.

#### حوزهٔ خلیج فارس
فارسی از دیرباز در کشورهای عربی پیرامون خلیج فارس به عنوان یک زبان اقلیت رایج بوده است. بحرین در بر گیرنده بزرگ‌ترین اقلیت فارسی‌زبان (از نطر نسبت) این کشورهاست و میان ۱۴۴ تا ۲۲۰ هزار نفر (۱۴٪) از جمعیت این کشور فارسی‌زبان بومی هستند. فارسی‌زبانان پس از عرب‌ها دومین گروه قومی بزرگ بحرین هستند. افزون بر این، نام بسیاری از شهرها و مناطق بحرین، از جمله منامه، دارای ریشه فارسی است.
فارسی در عراق از گذشته‌های دور حضور داشته و شمار فارسی‌زبانان این کشور در سال ۲۰۱۴ بیش از ۴۰۰ هزار نفر برآورد شده است. امارات متحده عربی نیز دارای ۳۰۳ هزار (۲۰۱۶)، قطر ۲۵۷ هزار (۲۰۱۶) و عمان ۶۴ هزار (۲۰۱۷) فارسی‌زبان است. فارسی در کویت نیز از ابتدای تأسیس آن به خصوص در ناحیه شرق شهر کویت دارای گویشور بوده است.

#### قفقاز

پراکندگی فارسی تاتی در قفقاز
زبان بیشینه
زبان اقلیت

تات‌های قفقاز تنها گروه فارسی‌زبان بومی قفقاز هستند که در جمهوری آذربایجان و روسیه (جنوب داغستان) سکونت دارند. فارسی‌زبانان قفقاز در سال ۱۹۰۱ بیش از ۱۳۵٬۰۰۰ نفر جمعیت داشته‌اند. امروزه با وجود چندین برابر شدن جمعیت منطقه قفقاز، گویش فارسی تاتی تنها ۲۳٬۰۰۰ گویشور دارد. این زبان در آذربایجان به نفع ترکی آذربایجانی به شدت در حال عقب‌نشینی است و از سوی یونسکو در فهرست زبان‌های در خطر جای گرفته است. این گویش از فارسی در جمهوری خودمختار داغستان فدراسیون روسیه از وضعیت رسمی برخوردار است و در مدارس ابتدایی آموزش داده می‌شود.

#### جوامع مهاجر
جوامع مهاجر فارسی‌زبان در سرتاسر اروپا پراکنده‌اند اما بیشتر آن‌ها در روسیه (حدود ۱ میلیون؛ عمدتاً تاجیک)، آلمان (۱۲۵ هزار)، بریتانیا (حدود ۹۰ هزار)، سوئد (۷۰ هزار)، فرانسه (۶۵ هزار)، و هلند (حدود ۳۰ هزار) می‌زیند.

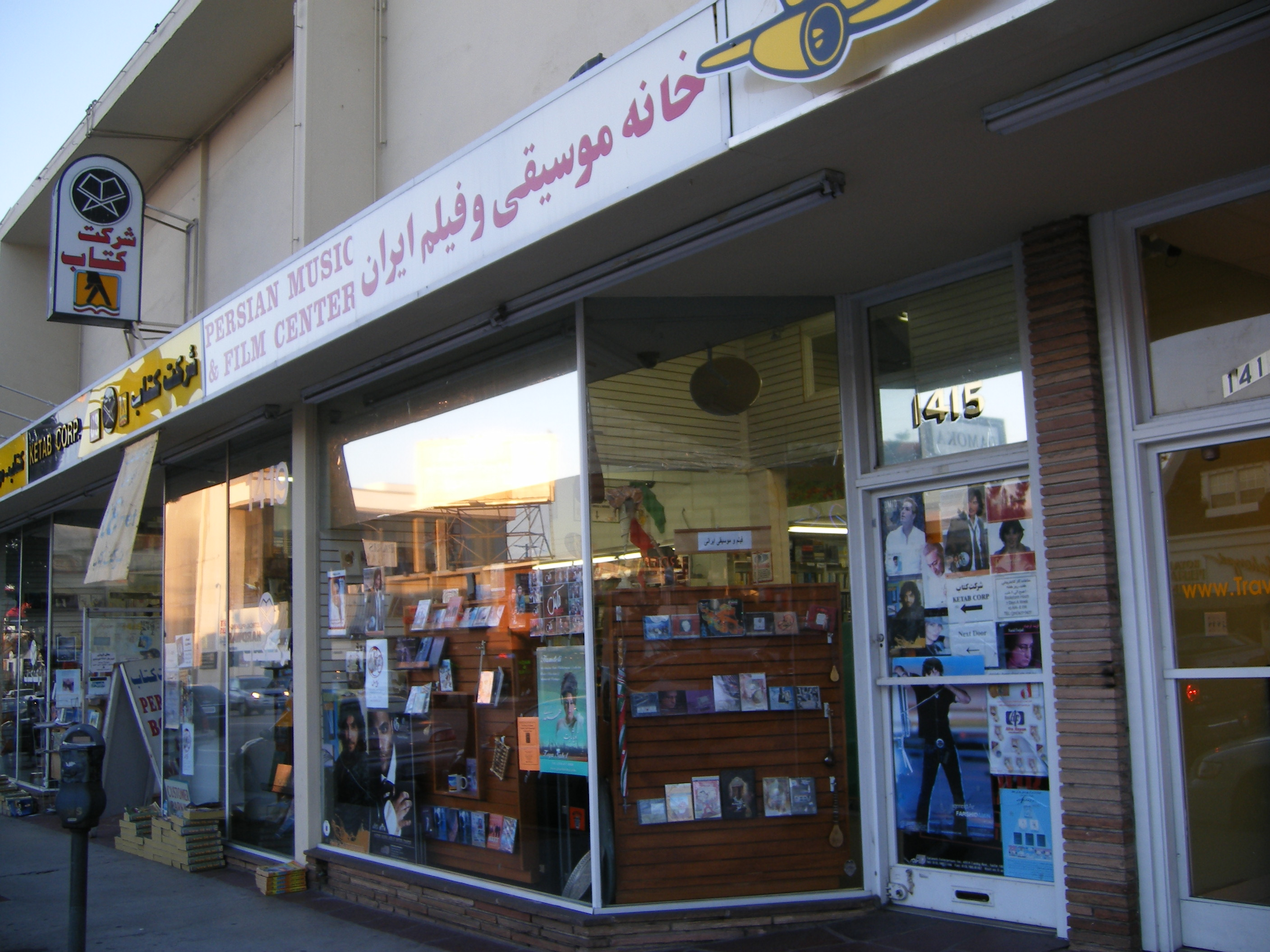
یک فروشگاه در تهرانجلس، یکی از محله‌های بزرگ ایرانی‌نشین لس‌آنجلس

شمار فارسی‌زبانان ایالات متحده آمریکا طبق نظرسنجی در سال ۲۰۱۷ برابر با ۴۲۰ هزار نفر اعلام شده است. آمارهای غیررسمی شمار ایرانیان را تا دو میلیون نفر نیز برآورد کرده‌اند که بخش اعظم آن‌ها فارسی‌زبانند. کالیفرنیا در بر گیرنده بزرگ‌ترین جامعه فارسی‌زبان در خارج از آسیا است. در سال ۲۰۱۰، ۰٫۵۲٪ از جمعیت کالیفرنیا زبان خود را فارسی معرفی کردند و فارسی ششمین زبان پرگویشور این ایالت به‌شمار می‌رفت. بیشتر فارسی‌زبانان کالیفرنیا در لس آنجلس، به ویژه منطقه وست‌وود که به تهرانجلس معروف است، می‌زیند. بیش از ۲۰۰ هزار افغانستانی در آمریکا حضور دارند که ۶۵٪ از آن‌ها تاجیک هستند.
در سرشماری ۲۰۱۶ کانادا، شمار فارسی‌زبانان این کشور ۲۵۲٬۳۲۰ نفر اعلام شد. بیشتر فارسی‌زبانان در ریچموند هیل، تورنتو، شمال ونکوور، مونترآل و اتاوا ساکنند. تورنتو با داشتن حدود ۱۲۰ هزار فارسی‌زبان، در بر گیرنده بزرگ‌ترین جامعه فارسی‌زبان کاناداست.
تقریباً همه فارسی‌زبانان اقیانوسیه در دو کشور استرالیا و نیوزیلند ساکنند. فارسی‌زبانان در سال ۲۰۱۶ بیش از ۱۱۰ هزار نفر از جمعیت استرالیا را می‌ساختند. بیشینه فارسی‌زبانان در ایالت‌های نیو ساوت ولز، ویکتوریا و کوئینزلند این کشور حضور دارند. فارسی‌زبانان نیوزیلند در سرشماری سال ۲۰۱۸ دارای بیش از ۷٬۰۰۰ جمعیت بودند که بیشتر در آوکلند و پیرامون آن متمرکز بودند.
فارسی در آمریکای مرکزی و جنوبی دارای ۱۰۰ هزار و در سراسر قاره آفریقا دارای حدود ۲۵ هزار گویشور است.

### گسترهٔ نفوذ

#### هندوستان

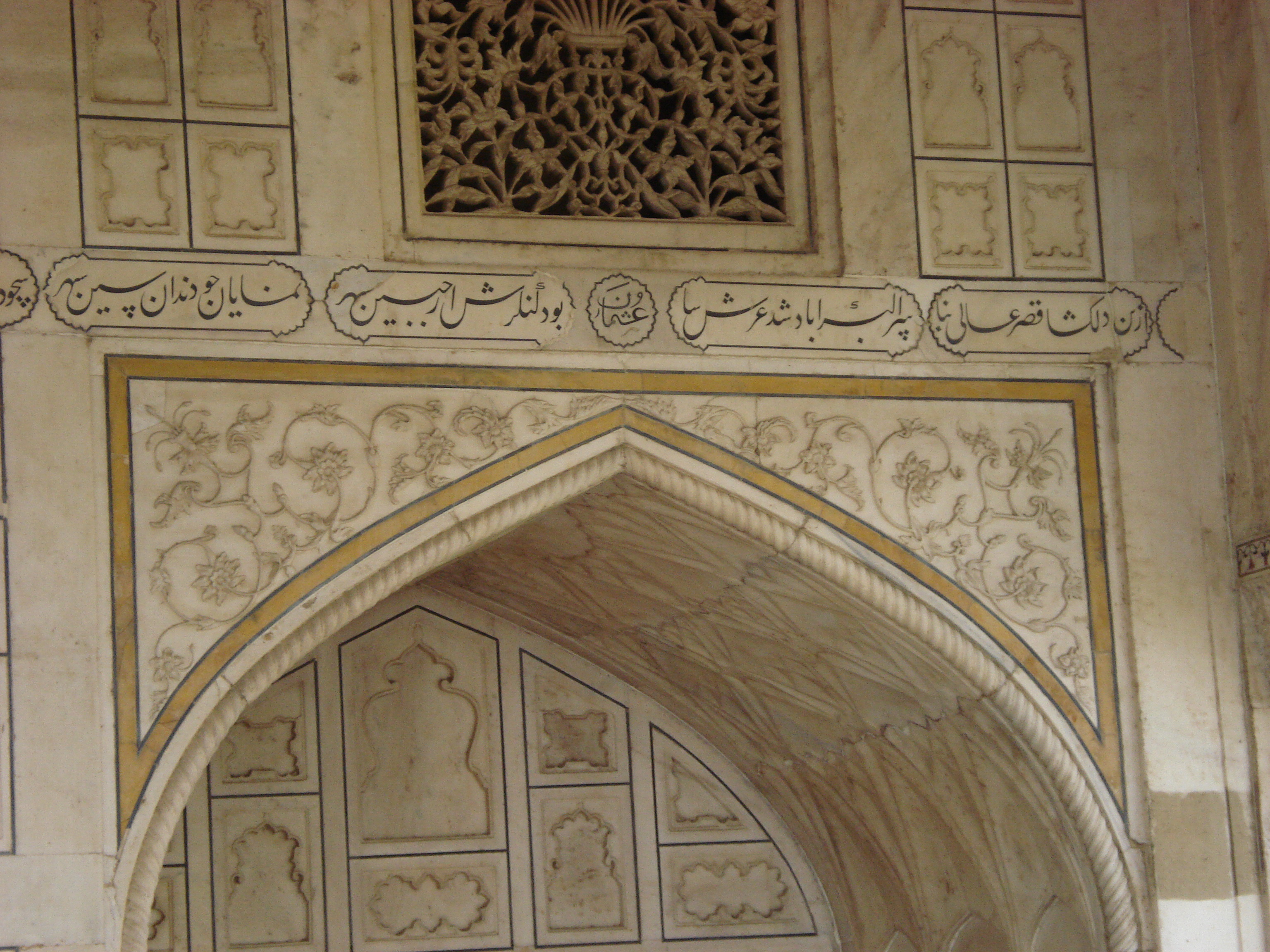
شعرهای فارسی در تخت شاه جهان، قلعه آگره، هند

زبان فارسی بر شکل‌گیری زبان‌های بسیاری در غرب آسیا، اروپا، آسیای میانه و جنوب آسیا تأثیر گذاشته است. در پی فتح جنوب آسیا به دست سلطان محمود، فارسی برای نخستین بار در این منطقه معرفی شد. به‌طور کلی از همان روزهای نخستین دودمان‌های ترک ایرانی‌شدهٔ آسیای میانه و افغان‌ها عامل ورود فارسی به شبه‌قاره بودند. از زمان سلطان محمود تا پنج سده بعد و استعمار انگلیس، فارسی به گستردگی به عنوان زبان دوم در شبه‌قاره هند استفاده می‌شد. این زبان به عنوان زبان فرهنگی و آموزشی در چندین دربار اسلامی در شبه‌قاره برجسته شد و در اوایل دورهٔ امپراتوران گورکانی به عنوان تنها «زبان رسمی» به کار گرفته شد.
مهاجرت مسلمانان و به ویژه فارسی‌زبانان به بنگال پیش از پی فتح آن به دست محمد بن بختیار خلجی آغاز شده بود اما پس از آن گروه بسیار بزرگی از فارسی‌زبانان در بنگال ساکن شدند. دو موج مهاجرتی بزرگ دیگر نیز در زمان شاهی بنگاله و امپراتوری گورکانی رخ داد و این سرزمین شاهد هجوم دانشمندان، وکیلان، آموزگاران و روحانیان فارسی‌زبان بسیاری بود. در این دوران هزاران کتاب و نسخه خطی فارسی در بنگال منتشر شد. زمان فرمانروایی سلطان غیاث‌الدین اعظم‌شاه به عنوان «عصر طلایی ادبیات فارسی در بنگال» توصیف می‌شود. بزرگی این دوره با نامه‌نگاری و همکاری شخص سلطان با حافظ شیرازی مشخص می‌شود که در غزلی در دیوان حافظ نیز بر جای مانده است. یک گویش بنگالی به نام دوبهاشی (به معنای دوزبانه) بر اساس الگوی فارسی در میان مسلمانان بنگال پدیدار شد. دوبهاشی مورد پشتیبانی شاهان بنگاله که صرف نظر از دین، زبان نخست و پرکاربردترین زبان ادبی آن‌ها فارسی بود، قرار گرفت و به رسمیت رسید.
در پی شکست شاهی هندو، فارسی کلاسیک به عنوان زبان درباری منطقه در سده دهم در زمان فرمانروایی غزنویان در مرز شمال‌غربی شبه‌قاره هند درآمد. با به‌کارگیری فارسی توسط پنجابی‌ها، این زبان در سده‌های بعد در منطقه برتری یافت. فارسی تا سده نوزدهم نقش زبان درباری امپراتوری‌های بسیاری را در پنجاب ایفا می‌کرد که واپسین آن‌ها امپراتوری سیک بود که در سال ۱۸۴۹ توسط انگلیسی‌ها از بین رفت.
از سال ۱۸۴۳، زبان‌های انگلیسی و هندوستانی، به مرور، جایگزین فارسی شدند. شواهد تأثیر تاریخی فارسی در آنجا را می‌توان در میزان تأثیر آن بر زبان‌های شبه‌قاره هند دید. وام‌واژگان فارسی هنوز هم در برخی از زبان‌های هندوآریایی، به ویژه اردو (یا همان هندوستانی)، پنجابی، کشمیری و سندی، یافت می‌شوند. جمعیت کوچکی از زرتشتیان ایرانی نیز در هند وجود دارند که ایرانی نامیده می‌شوند و در سده نوزدهم برای فرار از اعدام‌های مذهبی در ایران قاجاری بدان جا پناه برده‌اند. آن‌ها نیز به گویشی از فارسی سخن می‌گویند.

#### آناتولی

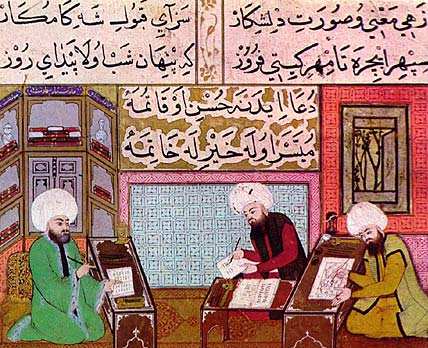
نوشته‌های فارسی در یک نگارگری عثمانی

سلجوقیان روم، که شاخه‌ای از سلجوقیان بودند، زبان فارسی و هنر ایرانی را به آناتولی بردند. آن‌ها فارسی را به عنوان زبان رسمی امپراتوری خویش برگزیدند. امپراتوری عثمانی، که تقریباً می‌توان آنان را جانشینان نهایی سلجوقیان خواند، این سنت را ادامه دادند؛ فارسی زبان رسمی دربار و برای مدتی زبان رسمی امپراتوری بود. طبقه تحصیل‌کرده و اشراف امپراتوری عثمانی، از جمله سلیم یکم با وجود اینکه مخالف سرسخت ایران صفوی و شیعه بود، همگی به فارسی صحبت می‌کردند و فارسی یک زبان ادبی پرکاربرد در امپراتوری به‌شمار می‌رفت. از آثار نخستین فارسی در عثمانی می‌توان به هشت بهشت ادریس بدلیسی که در سال ۱۵۰۲ میلادی نوشته شد و دوره حکومت هشت فرمانروای نخست عثمانی را در بر می‌گرفت و همچنین سلیم‌نامه در تجلیل سلیم یکم، اشاره کرد. با گذشت چند سده، زبان ترکی عثمانی (که خود بسیار فارسی‌شده بود) به سمت زبان ادبی کاملاً پذیرفته‌شده‌ای که قادر بود نیازهای علمی را برآورده کند، توسعه یافت. گرچه شمار وام‌واژگان فارسی و عربی آن گاه تا ۸۸٪ هم می‌رسید. در امپراتوری عثمانی، زبان فارسی برای دیپلماسی، شعر، تاریخ‌نگاری و ادبیات مورد استفاده قرار می‌گرفت و در مدارس دولتی نیز آموزش داده می‌شد.
انجمن زبان ترکی استانبولی در سال ۱۹۳۲ در دوران مصطفی کمال آتاترک در پی بنیان‌گذاری ترکیه امروزی و تغییر خط، با هدف پژوهش در زبان ترکی استانبولی، بنیان نهاده شد. یکی از اهداف این سازمان تازه‌تاسیس، آغاز اصلاحات زبانی برای جایگزینی وام‌واژگان فارسی و عربی با برابرهای ترکی آن‌ها بود. این سازمان با ممنوعیت استفاده از وام‌واژگان در مطبوعات، موفق به حذف چند صد کلمه خارجی از ترکی استانبولی شد. به دلیل این تغییرات ناگهانی، زبان پیران و جوانان در ترکیه از نظر نوع واژگان متفاوت است؛ نسل‌هایی که پیش از دهه ۱۹۴۰ زاده شده‌اند از اصطلاحات کهن‌تر و با اصالت عربی یا فارسی استفاده می‌کنند و نسل‌های جوان‌تر اصطلاحات نو را ترجیح می‌دهند. این تغییر به گونه‌ای بود که سخنرانی خود آتاترک در پارلمان جدید در سال ۱۹۲۷ که به سبک عثمانی بود، برای ترک‌زبانان بعدی کاملاً بیگانه به نظر می‌رسید و لازم بود به ترکی نوین «ترجمه» شود. این ترجمه کردن سه بار، ابتدا در سال ۱۹۶۳، سپس در ۱۹۸۶ و اخیراً در سال ۱۹۹۵، انجام شده است. تا پیش از فارسی‌زدایی به دست آتاترک در ترکیه، در فرهنگ عثمانی و زبان ترکی نزدیک به ۵۰ هزار واژه فارسی وجود داشت.

#### بالکان

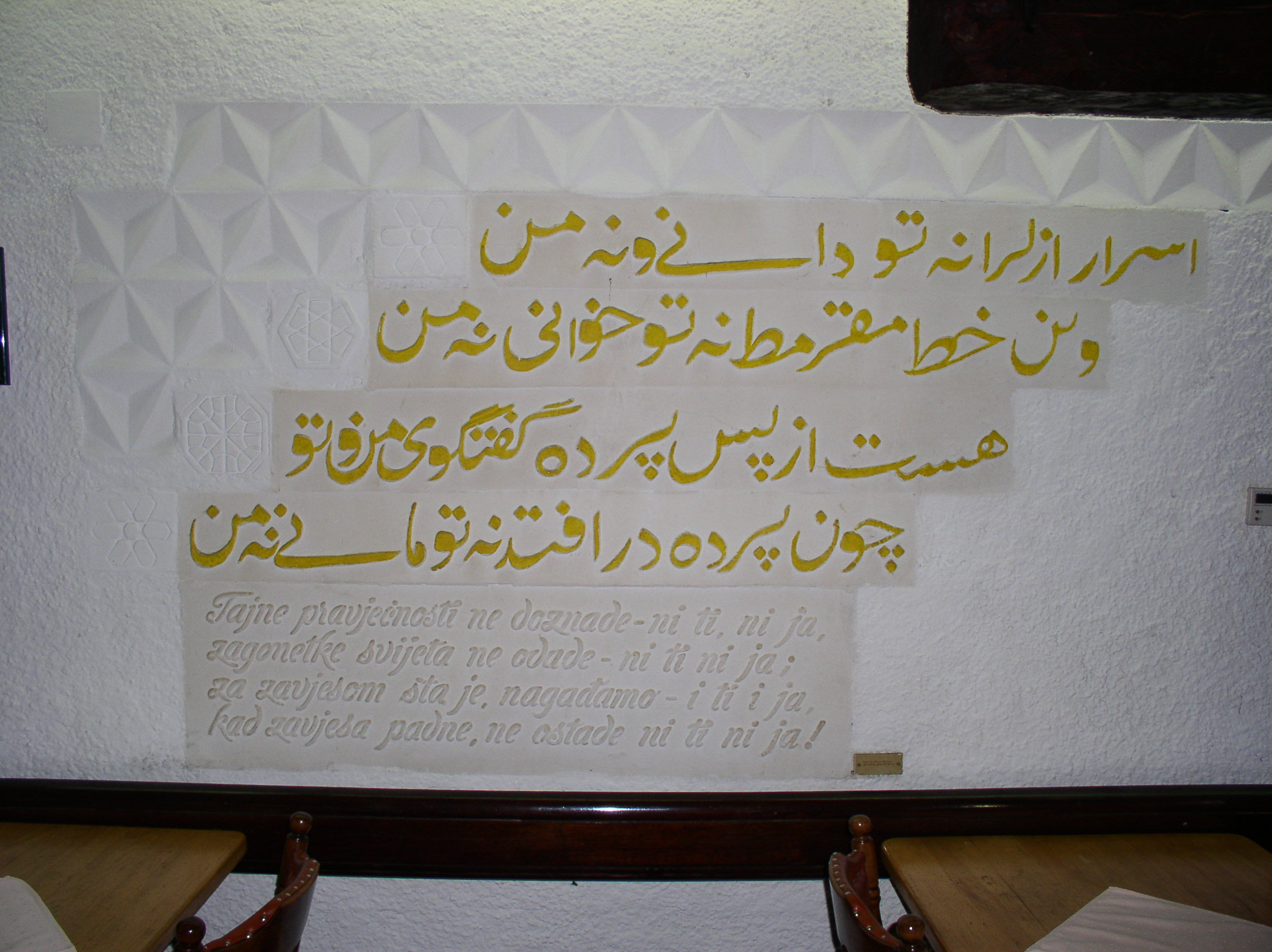
کتیبه فارسی شعر خیام در خان موریچا در سارایوو

بالکان در گذشته‌ای نه‌چندان دور، مرز غربی زبان و ادبیات فارسی بوده است. عثمانیان فارسی را به همراه اسلام به این مناطق وارد کردند و برخی از شهرها همانند سارایوو و موستار به مراکز شعر و ادب فارسی تبدیل شدند و شاعران فراوانی را در خود پرورش دادند. فرهیختگان و روشنفکران بالکانی نیز به دلیل اهمیت فارسی در دربار عثمانی آشنایی با فارسی را بر خود واجب می‌دیدند.
بوسنی و هرزگوین از نظر وضعیت فارسی در میان کشورهای بالکان از حالت ویژه‌ای برخوردار است. بوسنیایی‌ها نخستین ملت اروپایی بودند که اسلام آوردند و به دنبال آن به درگاه ورود فارسی به بالکان تبدیل شدند. از سده ۱۶ تا ۱۹ میلادی در سارایوو و موستار مراکز آموزش فارسی و حلقه‌های مثنوی‌خوانی دایر بود. شعرهای شاعرانی همچون سعدی، حافظ و مولوی در برنامه‌های درسی مدارس و خانقاه‌ها گنجانده می‌شد. آلبانی دیگر مرکز عمدهٔ زبان فارسی در بالکان است. نعیم فراشری، شاعر ملی آلبانی، بزرگ‌ترین شاعر پارسی‌گوی این کشور و دارای چندین اثر به فارسی است.
در سده نوزدهم و پس از ضعف حکومت عثمانی، جریان ملی‌گرایی با رهبری مسیحیان در بالکان شروع به فعالیت نمود و با چیرگی آن‌ها، فرهنگ، زبان و ادبیات فارسی در بالکان رو به زوال نهاد و از میان مردم رخت بربست و فقط محدود به دانشگاه‌ها و مراکز شرق‌شناسی شد. با این حال امروزه صدها واژهٔ فارسی در زبان‌های پرشمار بالکان از آن دوران به یادگار مانده است.

#### چین

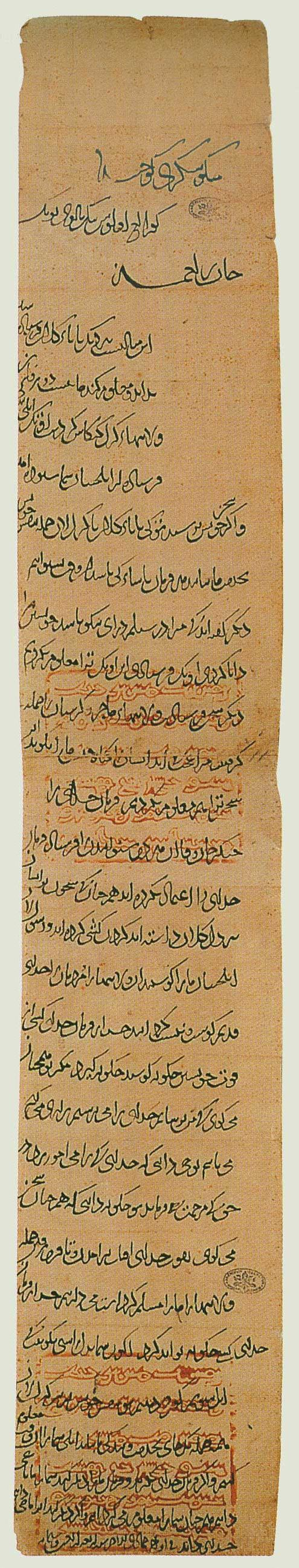
نامهٔ گویوک خان به پاپ اعظم، نگاشته‌شده به زبان فارسی

فارسی از گذشته‌های دور، به ویژه از دوره یوآن تا آغاز سده بیستم، در چین از نقش مهمی برخوردار بوده است. تعامل ایران و چین از دوره ساسانی تداوم داشت و در هنگام ایجاد جاده ابریشم این روابط به اوج رسید. پس از پیدایش اسلام این روابط توسعه پیدا کرد. آثار فارسی فراوانی همانند منهاج الطلب نوشته محمد بن حکیم زینینی در چین نوشته شده‌اند. با ایجاد دودمان مغولی یوآن، بسیاری از مسلمانان آسیای میانه و غربی به چین مهاجرت کردند که ایرانی‌ها و فارسی‌زبان‌ها بخش قابل توجهی از آن‌ها بودند. به این ترتیب در این دوره فارسی به یکی از سه زبان رسمی و زبان اول مسلمانان چین تبدیل شد.
نامه گیوک خان، خاقان چین، به پاپ اینوسنت چهارم به فارسی بوده است. ورود اسلام به چین توسط زبان فارسی بود و هنوز واژگان دینی، نماز‌ها و جملات رسمی در ازدواج به زبان فارسی بیان می‌گردد. همچنین بسیاری از اصطلاحات اسلامی که در ایران به زبان عربی استفاده می‌شود، در چین به زبان فارسی بیان می‌گردد. در حوزه علمیه‌های سنتی در سین کیانگ، شاندونگ و شانشی زبان اصلی آموزش زبان فارسی بود و گسترش و کاربرد زبان فارسی در بین مسلمانان و غیر مسلمانان چینی مورد تحقیق بسیاری از محققان چینی قرار گرفته است.

#### جنوب‌شرق آسیا

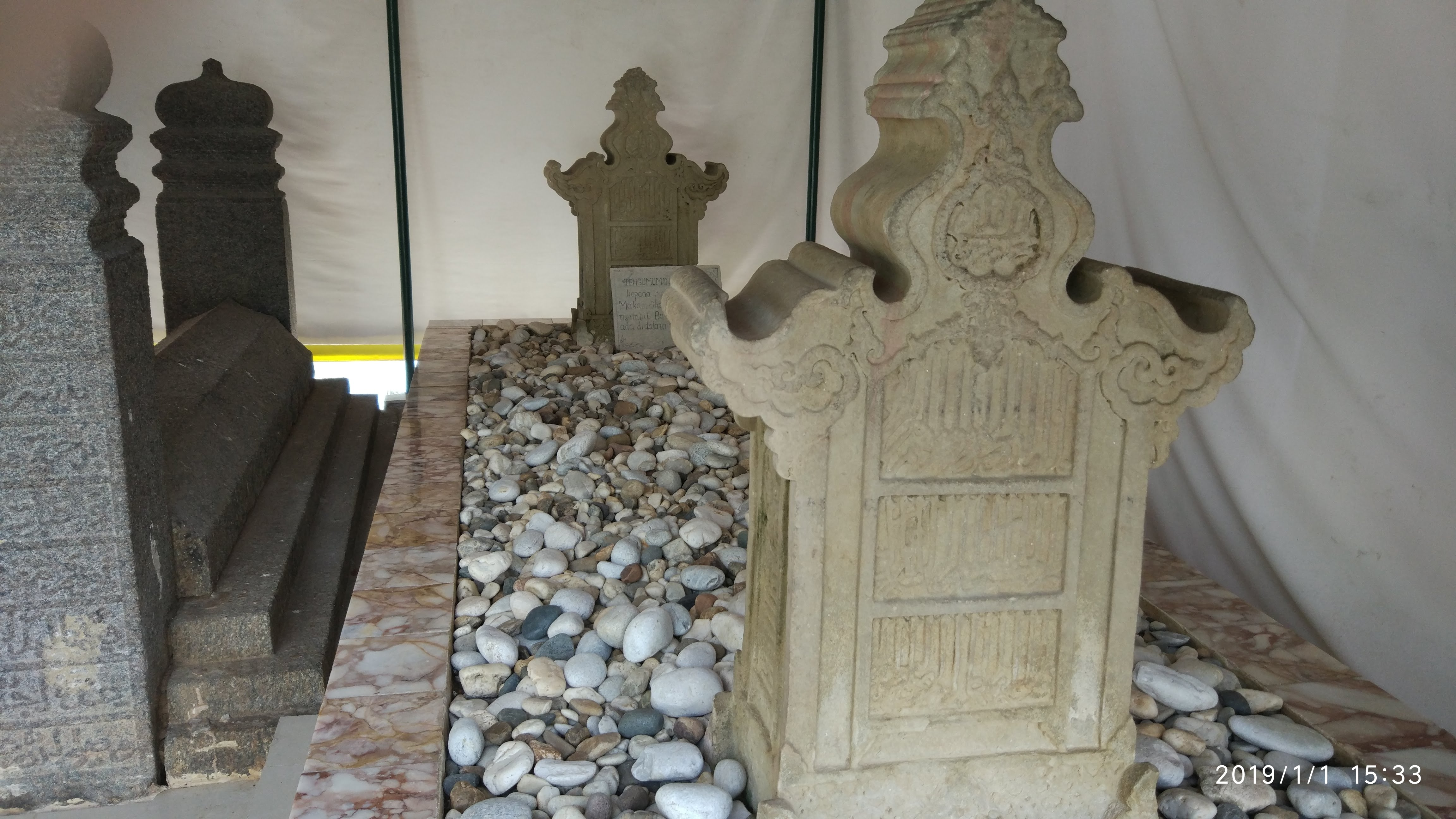
آرامگاه سلطان ملک الصالح

روابط ایران با جهان مالایی از زمان پادشاهی پاسای برقرار بود. تا سده ۱۸ میلادی فارسی به عنوان زبان رسمی و دیپلماتیک در جهان مالایی مورد استفاده قرار می‌گرفت. استفاده از فارسی در جهان مالایی تنها به مسلمانان و همچنین غیرمسلمانان آن منطقه محدود نمی‌شد و این زبان حتی در مکاتبات بین‌المللی نیز به کار گرفته می‌شد.
امروزه در زبان اندونزیایی بیش از ۳۵۰ واژهٔ فارسی وجود دارد. بر سنگ قبر سلطان ملک الصالح نخستین حاکم مسلمان سوماترا نیز اشعاری به فارسی نوشته شده است. بستان‌السلاطین و تاج‌السلاطین دو اثر مهم اندونزیایی هستند که از کتاب‌های فارسی برگرفته و به حکایت‌های مالایی تبدیل شده‌اند.
ارتباط ایران و تایلند از سده ۱۵ میلادی در دورهٔ صفویه بازمی‌گردد و حتی شهری از تایلند را به دلیل اینکه کشتی‌های بسیاری پهلو می‌گرفت، «ناو» نام نهادند. امروزه در زبان تای نیز واژگان فارسی زیادی یافت می‌شود.

#### شرق آفریقا
آفریقای شرقی، به ویژه تانزانیا، سومالی و بخش‌های جنوبی کنیا، از جمله مناطقی است که با وجود فاصله بسیار با ایران، طی چند سده گذشته تأثیری در خور توجه از زبان و ادبیات فارسی پذیرفته و تعداد نسبتاً زیادی از واژگان فارسی را در زبان‌های بومی خود جای داده است. این تأثیر چنان است که کتیبه‌ای به زبان فارسی در تونگونی در شمال تانزانیا یافت می‌شود.
بسیاری از بومیان مسلمان مجمع‌الجزایر زنگبار در کنیا که شیرازی نام دارند، خود را ایرانی‌الاصل و از نسل شیرازیان مهاجر می‌دانند. زبان این مردم که سواحلی نام دارد و در دیگر بخش‌های ساحل شرق آفریقا نیز رایج است، از فارسی تأثیرات بسیاری پذیرفته و از آن حدود ۵۰۰ وام‌واژه دریافت کرده است.

## واج‌شناسی
فارسی ایران دارای شش واکه و بیست و سه همخوان است. در فارسی هر واژه یا تکواژ با همخوان آغاز می‌شود و هیچ واژه‌ای با واکه آغاز نمی‌شود. واژگانی چون آب، ابر، اردک، او، ایران و اثبات همگی با صدای همزه (ء) آغاز می‌شوند.
تکواژهای فارسی معیار از یکی از سه الگوی زیر پیروی می‌کنند:
- همخوان + واکه: ما، سه
- همخوان + واکه + همخوان: در، کاش
- همخوان + واکه + همخوان + همخوان: درد، دست

### واکه‌ها

واکه‌ها در لهجه تهرانی زبان فارسی.

فارسی نو در آغاز دارای ۸ واکه، ۵ واکه بلند ī، ū، ā، ō و ē و سه واکه کوتاه a, i و u بود. این واکه‌ها به مرور در ایران و تاجیکستان تغییر پیدا کردند. در زمانی پیش از سده ۱۶ در ایران ē در ī و ō در ū ادغام شدند؛ بنابراین تفاوت تلفظی میان شیر (shēr، جانور) و شیر (shīr، نوشیدنی) یا زود (zūd) و زور (zōr) در این گویش‌ها از بین رفت؛ گرچه هنوز هم در این مورد استثناهایی وجود دارد و در برخی از واژگان ē و ō ادغام نشده و به صورت واکه مرکب حضور دارند؛ برای نمونه واژه روشن.
برخلاف فارسی ایرانی، در فارسی افغانستان هنوز میان تلفظ ē و ī (که گاه به ترتیب یای مجهول و یای معروف نامیده می‌شوند) و همچنین ō و ū (به ترتیب واو مجهول و واو معروف) تمایز وجود دارد. از سویی دیگر، در تاجیکی معیار نیز تمایز در کشیدگی به گونه‌ای دیگر از میان رفته و ī در i و ū در u ادغام شده است. بنابراین امروزه گویش‌های فارسی افغانستانی از نظر واکه‌ها نزدیک‌ترین گویش‌ها به فارسی نو آغازین هستند. تمایز طول هنوز هم توسط برخی از خوانندگان دقیق شعر به سبک کلاسیک، به ویژه تاجیک‌ها، کاملاً رعایت می‌شود. جدول زیر تفاوت‌های واکه‌ای میان گویش‌های اصلی فارسی را نشان می‌دهد:
| فارسی نخستین | افغانستانی                              | تاجیکستانی | ایرانی | نمونه | سیریلیک |
| ------------ | --------------------------------------- | ---------- | ------ | ----- | ------- |
| a            | a                                       | a          | æ      | شب    | shаb    |
| a:           | Error: {{آوا}}: برچسب زبان ناشناخته: ɒ: | ɔ          | ɒ:     | باد   | bod     |
| i            | e                                       | ɪ          | e      | دل    | dil     |
| i:           | i:                                      | ɪ          | i:     | شیر   | shir    |
| e:           | e̞:                                      | e̞          | i:     | شیر   | sher    |
| u            | o                                       | ʊ          | o      | گل    | gul     |
| u:           | u:                                      | ʊ          | u:     | نور   | nur     |
| o:           | Error: {{آوا}}: برچسب زبان ناشناخته: o̞: | ɵ          | u:     | روز   | rūz     |
| /aj/         | /aj/                                    | /aj/       | /ej/   | کی    | kаy     |
| /aw/         | /aw/                                    | /av/       | /ow/   | نو    | nаv     |

### همخوان‌ها
فارسی در کل دارای ۲۵ همخوان و لهجهٔ تهرانی آن دارای ۲۳ همخوان است. همخوان‌های لهجه تهرانی فارسی عبارتند از:
|         |        | لبی | لثوی | پساکامی | کامی | نرم‌کامی | زبانکی | چاکنایی |
| ------- | ------ | --- | ---- | ------- | ---- | ------- | ------ | ------- |
| خیشومی  | خیشومی | م m | ن n  |         |      |         |        |         |
| انسدادی | واک‌دار | ب b | د d  |         |      | گ g     | ق q    |         |
| انسدادی | بی‌واک  | پ p | ت t  |         |      | ک k     |        | ء ʔ     |
| انسایشی | واک‌دار |     |      | ج d͡ʒ    |      |         |        |         |
| انسایشی | بی‌واک  |     |      | چ t͡ʃ    |      |         |        |         |
| سایشی   | واک‌دار | و v | ز z  | ژ ʒ     |      |         |        |         |
| سایشی   | بی‌واک  | ف f | س s  | ش ʃ     |      | خ x     |        | ه h     |
| لرزشی   | لرزشی  |     | ر r  |         |      |         |        |         |
| ناسوده  | ناسوده |     | ل l  |         | ی j  |         |        |         |

- واج /و/ در گویش‌های غربی (ایران) و فرارودی (تاجیکستان و ازبکستان) با تلفظ /v/ و در گویش‌های شرقی (افغانستان) به صورت سنتی یعنی /w/ ادا می‌شود.
- در فارسی معیار ایران و همچنین گویش‌های شمالی و غربی ایران، دو همخوان ɣ (غ) و q (ق) با یکدیگر ادغام شده‌اند و گویشوران آن‌ها در تلفظ آن‌ها تفاوتی قائل نمی‌شوند. در گویش‌های جنوبی و شرقی فارسی ایران و همچنین افغانستان، تاجیکستان و ازبکستان، این دو همخوان هنوز متمایز هستند.[۲۳۸][۲۳۹][۲۴۰]
- در برخی از گویش‌های ایران واج ʒ (ژ) در d͡ʒ (ج) ادغام شده است.[۲۴۱]

## دستور زبان
دستور زبان فارسی با دستور زبان‌های دیگر زبان‌های هندواروپایی همانندی‌های بسیاری دارد. این زبان در دوره میانه بسیاری از ویژگی‌های دستوری پیچیده خود را، از جمله جنس دستوری، از دست داد و امروزه فارسی نو از اندک زبان‌های هندواروپایی بدون ساختار جنسی به‌شمار می‌رود.

### اسم
اسم‌ها و ضمیرهای فارسی دارای جنس دستوری نیستند؛ گرچه در مواردی جنسیت معمولاً با تغییر کلمه متمایز می‌شود همانند مرغ و خروس. همه اسم‌ها در فارسی با پسوند -ها جمع می‌شوند که پس از اسم می‌آیند و شکل آن را تغییر نمی‌دهند. شکل‌های جمع پس از اعداد یا صفت‌های زیاد یا بسیاری پدیدار نمی‌شوند. -ها زمانی استفاده می‌شود که اسم معرفه باشد و پیش از آن عدد نباشد. در زبان ادبی، برای جمع اسم‌های جاندار از -ان (یا -گان، -یان و -وان) نیز استفاده می‌شود، ولی -ها در زبان گفتاری رایج‌تر است. اسم‌هایی که از عربی وام گرفته شده‌اند، معمولاً دارای یک شکل ویژه جمع هستند و با -ات یا به صورت مکسر می‌آیند؛ مثلاً کتاب/کتب. اسم‌های عربی نیز می‌توانند نشانه‌های جمع فارسی را بپذیرند. پرکاربردترین شکل جمع بستگی به خود واژه دارد.

#### ضمیر
ضمیر واژه‌ای است که جانشین اسم می‌شود. ضمایر فارسی دارای شش شخص هستند و به دو دسته گسسته و پیوسته تقسیم می‌شوند. فارسی یک زبان ضمیرانداز است و در آن جملات بدون نهاد هم‌معنی دارند و بنابراین استفاده از ضمیرهای شخصی اختیاری است.
| شخص | مفرد  | مفرد   | جمع        | جمع    |
| شخص | گسسته | پیوسته | گسسته      | پیوسته |
| --- | ----- | ------ | ---------- | ------ |
| اول | من    | ـَم     | ما         | ـِمان   |
| دوم | تو    | ـَت     | شما        | ـِتان   |
| سوم | او/وی | ـَش     | آن‌ها/ایشان | ـِشان   |

- در گویش‌های شمالی فارسی تاجیکستان برای ضمیر دوم شخص مفرد به تنهایی از «شما» و برای دوم شخص جمع از «شمایان» استفاده می‌شود.[۲۴۶]

#### صفت
صفت واژه‌ای است که به اسم افزوده می‌شود تا حالت یا چگونگی آن را بیان کند. اسمی که صفت آن را وصف می‌کند موصوف نام دارد. صفت‌ها در فارسی معمولاً با استفاده از ساختار نقش‌نمای اضافه پس از اسمی که توصیف می‌کنند، می‌آیند؛ گرچه در ساختار اسم مرکب، صفت‌ها مقدم بر اسم می‌آیند؛ همانند خوش‌بخت و سیاه‌چادر. صفت در شمار از موصوف پیروی نمی‌کند و همواره مفرد است.
در فارسی برای سنجش یک کس یا چیز با کس یا چیزی دیگر از صفت برتر با پسوند تَر و برای سنجش یک کس یا چیز با همه هم‌نوعان آن از صفت برترین با پسوند تَرین استفاده می‌شود. صفت‌های برتر پس از موصوف و صفت‌های برترین پیش از آن پدیدار می‌شوند. برای صفت‌های برتر واژه از کاربرد دارد.

#### قید
قید واژه‌ایست که چگونگی و روش انجام یافتن یا به انجام رسانیدن فعل را می‌رساند. همچنان که صفت برای بیان حالت یا چگونگی اسم می‌آید و وابسته اسم است، قید نیز چگونگی رویداد فعل را بیان می‌کند و وابسته آن است. بسیاری از صفت‌ها در فارسی برای بیان حالت فعل نیز به کار می‌روند و قید خوانده می‌شوند. قیدها به چهار دسته اصلی حالت، زمان، مکان و مقدار تقسیم می‌شوند.

### فعل‌ها
فعل‌های فارسی در مقایسه با بیشتر زبان‌های اروپایی بسیار باقاعده هستند. تقریباً می‌توان همه شکل‌های فعل‌های فارسی را از دو بن ماضی و مضارع ساخت. بی‌قاعدگی اصلی این است که با دانستن یک بن معمولاً نمی‌توان بن دیگر را ساخت و باید آن را از پیش دانست یا در جایی جستجو کرد. فعل‌ها در فارسی به سه شخص مفرد و سه شخص جمع صرف می‌شوند و حدود ده زمان دارند. منفی‌سازی فعل با افزودن پیشوند منفی‌ساز نَـ (یا نِـ پیش از «می») به بن فعل انجام می‌شود.

#### بن و شناسه
هر فعل فارسی که بر شخص و زمان معنی دلالت می‌کند از ترکیب یک بن با یک شناسه ساخته می‌شود. بن فعل جزئی از فعل است که معنی اصلی را دربردارد و در همه صیغه‌ها ثابت است. فارسی دارای دو بن ماضی و مضارع است. بن ماضی از زدودن ـَن از مصدر به دست می‌آید (گفتن ← گفت) و در ساخت فعل‌های گذشته کاربرد دارد. بن مضارع از زدودن بـ آغازین فعل امر آن مصدر به دست می‌آید (بگو ← گو) و از آن معنی زمان‌های حال و آینده بر می‌آید.
شناسه جزئی از فعل است که در هر صیغه تغییر می‌کند و مفهوم شخص و شمار فعل از آن بر می‌آید. شناسه‌های فارسی بدین شرحند:
| شخص | مفرد                                            | جمع |
| --- | ----------------------------------------------- | --- |
| اول | ـَم                                              | یم  |
| دوم | ی                                               | ید  |
| سوم | تهی (برای زمان‌های گذشته) ـَد (برای غیر از گذشته) | آند |

- در گویش‌های شمالی فارسی تاجیکستان برای شناسه دوم شخص مفرد از «ید» و برای دوم شخص جمع از «یدتان» استفاده می‌شود.[۲۴۶]

#### شخص‌ها
فعل‌های فارسی در هر زمان دارای شش شخص هستند. اگر فعل به گوینده مربوط باشد اول شخص، اگر به شنونده مربوط باشد، دوم شخص و اگر به شخص دیگری مربوط باشد سوم شخص است. فعلی که به یک تن نسبت داده می‌شود، فعل مفرد و فعلی که به چند تن نسبت داده می‌شود، فعل جمع به‌شمار می‌رود. بدین ترتیب هر فعل در هر زمان دارای شش شخص است. برای نمونه شش شخص فعل «آمدن» در گذشته به صورت زیر است:
| شخص | مفرد | جمع   |
| --- | ---- | ----- |
| اول | آمدم | آمدیم |
| دوم | آمدی | آمدید |
| سوم | آمد  | آمدند |

#### زمان‌ها
فعل‌های فارسی دارای سه زمان دستوری است: گذشته، اکنون و آینده. اکنون، مضارع یا حال همان زمانی است که در حال سخن گفتن هستیم؛ گذشته یا ماضی پیش از زمان سخن بوده و آینده زمان پس از آن است. فعل‌هایی که بر زمان گذشته دلالت می‌کنند پنج نوع هستند: ماضی ساده (نمونه: رفت)، ماضی استمراری (می‌رفت)، ماضی نقلی (رفته است)، ماضی بعید (رفته بود)، ماضی التزامی (رفته باشد). همچنین فعل مضارع دارای دو نوع اخباری (می‌روم) و التزامی (بروم) است و فعل آینده نیز همواره همراه با فعل «خواستن» (خواهم رفت) پدیدار می‌شود.

### نحو
جملات فارسی دارای دو بخش نهاد و گزاره هستند. نهاد بخشی از جمله است که دربارهٔ آن سخن می‌گوییم؛ یعنی کاری را انجام می‌دهد یا صفت و حالتی را به آن نسبت می‌دهیم و گزاره خبری است که دربارهٔ نهاد داده می‌شود. ترتیب واژگان در جمله در فارسی معیار به صورت نهاد-مفعول-فعل است. فعل در فارسی نشانه زمان و نمود دارد و از نظر شخص و شمار با نهاد مطابقت دارد.
در فارسی سه نوع جمله اصلی وجود دارد: جمله خبری، جمله پرسشی و جمله امری. ترتیب واژگان در جملات خبری به شکل معمول است و در جملات پرسشی نیز این ترتیب حفظ می‌شود مگر با آهنگ خیزان. جمله خبری جمله‌ای است که خبری را بیان می‌کند. در جمله امری فرمانی داده می‌شود و از شنونده می‌خواهیم کاری انجام دهد یا حالتی را بپذیرد. در این جملات فعل امری با افزودن بِـ یا بُـ به بن مضارع ساخته می‌شود. دیگر نوع جمله در فارسی جمله عاطفی یا تعجبی است که برای بیان شور، هیجان یا افسوس به کار گرفته می‌شود و معمولاً با چه همراه است.

#### پرسش‌ها
فارسی دارای دو نوع جمله پرسشی است: پرسش‌های بله و خیر و پرسش‌های پرسش‌واژه‌دار. پرسش‌های بله و خیر دارای دو نوع هستند؛ یک نوع رسمی که با آوردن جزء پرسشی آیا در آغاز جمله خبری همراه با آهنگ خیزان ساخته می‌شود و یک نوع غیررسمی که جمله خبری با همان ترتیب و فقط با آهنگ خیزان بیان می‌شود. در یک گونهٔ دیگر از پرسش‌های بله و خیر، پرسش‌کننده به صورت هدایت‌شده و با افزودن واژه مگر به جمله خبری با آهنگ خیزان پرسش را می‌سازد و در انتظار پاسخ مخالف آن است. پرسش متناوب گونه‌ای دیگر از پرسش‌های بله و خیر است که با یا نه؟ پایان می‌یابد.
پرسش‌واژه‌های فارسی شامل مجموعه‌ای از ضمیرها و صفت‌های پرسشی هستند. ضمیرهای پرسشی شامل کی، چی، کِی، کجا، چرا و چند و صفت‌های پرسشی شامل کدام، یک، چند (تا) و چقدر هستند. این واژه‌های صرف‌نشدنی را می‌توان جای فاعل یا مفعول قرار داد و با خیزان کردن آهنگ جمله، یک پرسش پرسش‌واژه‌دار ساخت.

## واژگان
زبان فارسی در زمرهٔ زبان‌های هندواروپایی قرار دارد و بسیاری از واژه‌های فارسی نو از زبان نیاهندواروپایی ریشه گرفته‌اند. همچنین هفتاد درصد واژگان فارسی از زبان عربی وام گرفته شده. زبان فارسی برای ساختن واژه‌های جدید از ریشهٔ کلمات، به صورت گسترده، از روش‌های واژه‌سازی، به ویژه وندافزایی و ترکیب، استفاده می‌کند. همچنین، زبان فارسی ارتباط قابل توجهی با زبان‌های دیگر داشته که باعث ورود وام‌واژگان بسیاری به این زبان شده است.

### واژه‌سازی
فارسی در واژه‌سازی و روش‌هایی که می‌توان با آن از ترکیب وندها، ریشه‌ها، اسم‌ها و صفت‌ها واژه ساخت، بسیار قدرتمند است. ادعا و اثبات شده که زبان فارسی با داشتن داشتن وندهای بسیار (بیش از صد) برای ساخت واژگان تازه و توانایی ساخت پسوندها و پیشوندهای خاص از اسم‌ها یک زبان پیوندی است، زیرا این زبان غالباً از اشتقاق‌های هم‌چسبی برای واژه‌سازی از اسم‌ها، صفت‌ها و ریشه‌های فعلی استفاده می‌کند. نوواژگان نیز در فارسی همانند آلمانی و سانسکریت (و به دنبال آن بیشتر زبان‌های هندی) به‌طور گسترده با ترکیب ساخته می‌شوند که در آن دو واژه موجود با هم ترکیب می‌شوند و یک واژه جدید ساخته می‌شود. استاد محمود حسابی نشان داده است که زبان فارسی می‌تواند بیش از ۲۲۶ میلیون واژه بسازد.
مهم‌ترین ابزارهایی که زبان‌ها برای واژه‌سازی در اختیار دارند اشتقاق و ترکیب است. برخی زبان‌ها از این هر دو روش سود می‌جویند و برخی تنها یکی از آن‌ها را به کار می‌برند. فارسی از جمله زبان‌هایی است که از هر دو روش سود می‌جوید. منظور از اشتقاق استفاده از پسوندها و پیشوندها در ساختن کلمات جدید است. فارسی از دید ترکیبی زبانی توانا است و بیش از پنجاه پسوند در اختیار دارد که برخی از آن‌ها را در واژه‌های زیر می‌بینیم: آهنگر، شامگاه، کوشش، آتشدان، تاکستان، نمناک، دانا، دانشمند، دربان، ماهواره، شنزار، کوهسار، دانشکده، فروشنده، هنری، هنرور، ساختمان، پروردگار، زرین، و غیره.
واژگان فارسی از نظر ساختمان به چهار دسته ساده (فقط یک تکواژ؛ همانند دیوار)، مشتق (یک تکواژ آزاد و یک یا چند وند؛ همانند هنرمند)، مرکب (دو یا چند تکواژ آزاد؛ همانند چهارراه) و مشتق‌مرکب (دو یا چند تکواژ آزاد و یک یا چند وند؛ همانند آتش‌نشانی) تقسیم می‌شوند.

### وام‌واژگان
فارسی بیشتر از زبان‌های عربی، ترکی، فرانسوی و اخیراً انگلیسی وام‌واژه پذیرفته است. در برابر زبان‌هایی همچون عربی، ارمنی، و گرجی، و همچنین خانواده زبان‌های هندوایرانی و ترکی از فارسی واژگان بسیاری پذیرفته‌اند. وام‌واژگان فارسی در انگلیسی و دیگر زبان‌های اروپایی نیز یافت می‌شوند.
در حالی که تأثیر واژگانی پارسی میانه بر عربی و سایر زبان‌های بین‌النهرین یافت می‌شود فارسی نو دارای مقدار زیادی از وام‌واژگان عربی است که فارسی‌سازی شده و گاه معنی و کاربرد متفاوتی با واژه اصلی عربی خویش دارند. وام‌واژگان عربی موجود در فارسی بیشتر مربوط به اصطلاحات اسلامی می‌شوند. به‌طور کلی واژگان عربی که در سایر زبان‌های ایرانی، ترکی و هندی یافت می‌شوند به‌طور غیرمستقیم و از راه فارسی به این زبان‌ها وارد شده‌اند. پژوهش‌ها و بررسی‌ها نشان می‌دهد که درصد واژه‌های عربی که در آثار شاعران اولیه زبان فارسی به‌کار رفته در حدود ۱۰ درصد از واژگان آن‌ها است، برای نمونه سروده‌های رودکی دارای حدود هشت تا نه درصد واژه عربی است. درصد واژه‌های عربی در شاهنامه فردوسی حدود دو درصد محاسبه شده است. درصد وام‌واژه‌های عربی در فارسی، امروزه بسته به حوزه و گونهٔ متن تفاوت‌هایی دارد. میانگین درصد کاربرد واژه‌های عربی در فارسی امروزی گفتاری و نوشتاری را حدود ۱۴ درصد برآورد کرده‌اند. این درصد در نوشته‌های سیاسی و ادبی میان ۲۴ تا ۴۰ درصد قرار دارد.
زبان‌های مغولی و ترکی دیگر منبع وام‌واژگان فارسی هستند. شمار این واژگان در مقایسه با عربی ناچیز است و بیشتر به عناوین نظامی، سیاسی و عشایری محدود می‌شود. نخستین تأثیر ترکی بر فارسی، در زمان حضور سربازان تُرک در ارتش سامانیان روی داد. پس از آن، در زمان فرمان‌روایی غزنویان، سلجوقیان و پس از حملهٔ مغول، شمار بیشتری وام‌واژهٔ از ترکی به فارسی راه یافت؛ اما بیشترین راه‌یابی واژه‌های ترکی به فارسی در زمان فرمان‌روایی صفویان و قاجاریان بود.

### پارسی سره
پارسی سَره آن گونه از زبان فارسی است که تهی از واژه‌های بیگانه یا دارای کمینه‌ای از آن‌ها باشد. زبان فارسی کنونی بازماندهٔ زبانی کهن است که در درازای پیشینه‌اش واژه‌های بسیاری به آن اندر شده یا از آن رخت بربسته‌اند؛ از این روی بخش بزرگی از دستور زبان فارسی کنونی و واژگان آن، ریشه در زبان‌های پارسی میانه و پارسی باستان دارد.
سره‌گرایان مدعی هستند، سره‌سازی با گوناگونی زبانی در جهان مشکلی ندارد و این که در سره‌گرایی کوشیده می‌شود تا از به‌کارگیری واژگان دیگر زبان‌ها پرهیز شود، به معنای دشمنی با ملت‌های دیگر و زبانشان نیست، زیرا هر زبانی در جای خود بسیار ارزشمند است و گویش‌وران این زبان‌ها نیز باید بر توان‌مندسازی زبان خود و زدودن آسیب‌هایی که به آن زبان رسیده است، کوشا باشند.

### توانایی واژه‌سازی
زبان‌های هندواروپایی دارای حدود ۱۵۰۰ ریشه و در حدود ۲۵۰ پیشوند و در حدود ۶۰۰ پسوند هستند که با اضافه کردن پیشوندها به اصل ریشه می‌توان تعداد ۳۷۵٬۰۰۰ واژه را ساخت. هر کدام از واژه‌هایی که به این ترتیب به دست آمده است را می‌توان با یک پسوند ترکیب کرد. هرگاه ۳۷۵٬۰۰۰ واژه‌ای را که از ترکیب ۱۵۰۰ ریشه با ۲۵۰ پیشوند به دست آمده است با ۶۰۰ پسوند ترکیب کنیم، تعداد ۲۲۵٬۰۰۰٬۰۰۰ واژه به دست می‌آید. اگر همه ترکیب‌های ممکن را در زبان‌های هندواروپایی بخواهیم به‌شمار آوریم، تعداد واژه‌هایی که ممکن است وجود داشته باشد، مرز معینی ندارد و نکته قابل توجه این است که برای فهمیدن این میلیون‌ها واژه فقط نیاز به فراگرفتن ۱۵۰۰ ریشه و ۸۵۰ پیشوند و پسوند داریم، در صورتی که در یک زبان سامی برای فهمیدن دو میلیون واژه باید دست‌کم ۲۵۰۰۰ ریشه را دانست و قواعد پیچیده صرف افعال و اشتقاق را نیز فراگرفت. اساس توانایی زبان‌های هندواروپایی در یافتن واژه‌های علمی و بیان معانی است. زبان فارسی یکی از زبان‌های هندواروپایی است و دارای همان ریشه‌ها و همان پیشوندها و پسوندها است. تلفظ حروف در زبان‌های مختلف هندواروپایی متفاوت است ولی این تفاوت‌ها طبق یک روالی پیدا شده است. توانایی که در هر زبان هندواروپایی مانند زبان یونانی و زبان لاتین و زبان آلمانی و زبان فرانسوی و زبان انگلیسی وجود دارد، در زبان فارسی هم وجود دارد. روش علمی در این زبان‌ها مطالعه شده است و برای زبان فارسی به کار بردن آن‌ها بسیار ساده است. این تعداد واژه‌ها به روش اشتقاقی به وجود می‌آید و اگر روش ترکیبی و نشانه‌های اختصاری را هم اضافه کنیم واژگان بسیار بیش تری خواهیم داشت. این‌ها غیر از وندهای منسوخ و مهجور پارسی باستان است.

## نوشتار
بیشتر متون فارسی نوین ایران و افغانستان به خط عربی نوشته می‌شود. فارسی تاجیکستان تحت تأثیر روسی به الفبای سیریلیک نوشته می‌شود. چندین شیوه لاتین‌نویسی نیز برای نوشتن فارسی به الفبای لاتین وجود دارند. کهن‌ترین نوشتهٔ به‌دست‌آمده از زبان فارسی امروزی به خط عبری کتابت شده است. نمونه‌های بسیار کهن دیگری هم از نوشته‌های متعلق به یهودیان فارسی‌زبان به دست آمده است که دارای مختصات گویشی خاص خود است.

### الفبای فارسی

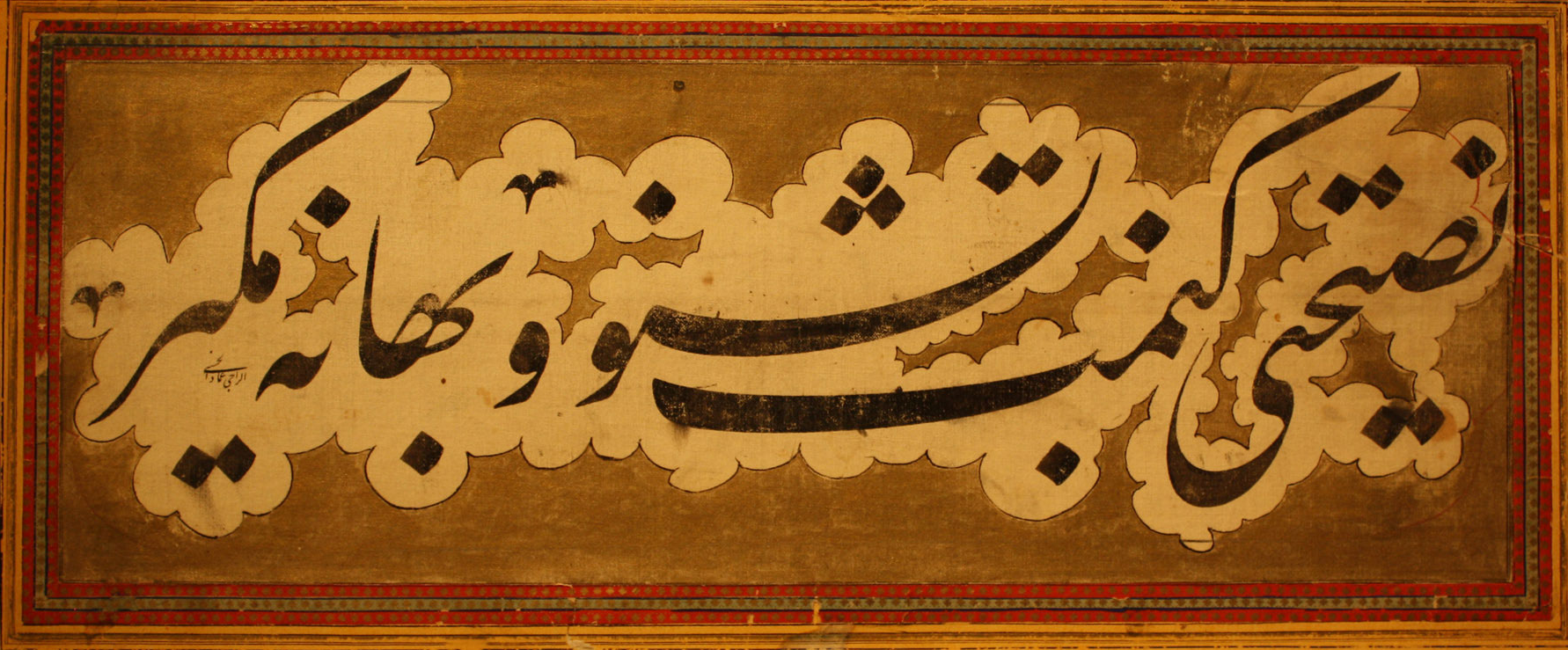
نمونه‌ای از خط نستعلیق اثر میرعماد

فارسی نوین در ایران و افغانستان به الفبای فارسی نوشته می‌شود که یک گونه اصلاح‌شده از الفبای عربی و دارای چند حرف اضافی است. حدود ۲۰۰ سال پس از حمله اعراب به ایران که در ایران بدان دو قرن سکوت می‌گویند، خط عربی جایگزین خط‌های پیشین فارسی شد. پیش از آن از خط پهلوی برای نوشتن پارسی میانه و از خط اوستایی (دین دبیره) برای نوشتن متون مذهبی، به‌ویژه برای اوستایی، استفاده می‌شد.
الفبای فارسی دارای ۳۲ حرف (۳۳ با در نظر گرفتن همزه) است. برخی از واج‌های فارسی دارای دو یا چند حرف در نوشتار هستند؛ برای نمونه برای واج /ز/ چهار حرف ز، ذ، ض و ظ، برای واج /س/ سه حرف س، ص و ث، برای واج /ت/ دو حرف ت و ط و همچنین برای واج /ه/ دو حرف ه و ح وجود دارد. از سویی دیگر برای واکه‌های کوتاه در فارسی هیچ حرفی وجود ندارد و ناگزیر از حرکت‌ها برای نشان دادن آن‌ها استفاده می‌شود که این‌ها یادگیری فارسی را بیش از پیش دشوار می‌کنند. حروف الفبای فارسی به شرح زیر می‌باشند:
 ا ب پ ت ث ج چ ح خ د ذ ر ز ژ س ش ص ض ط ظ ع غ ف ق ک گ ل م ن و ه ی

### الفبای سیریلیک

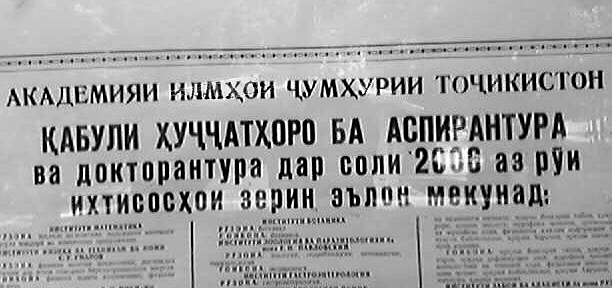
روزنامه‌ای به الفبای سیریلیک تاجیکی

الفبای تاجیکی در اواخر دهه ۱۹۳۰ برای نوشتار فارسی تاجیکی در جمهوری شوروی سوسیالیستی تاجیکستان ابداع شد و جای الفبای لاتین را که از انقلاب اکتبر در این منطقه رایج بود را گرفت. از سال ۱۹۳۹، چاپ نوشته‌ها به الفبای عربی در این کشور ممنوع شد. این الفبا در سال ۱۹۹۸ بازنگری شد و تعدادی از حروف از آن پاک شدند.
| Nn | Mm   | Ll   | Qq | Kk | Yy | Ӣӣ | Ii   | Zz | Zhzh | Yoyo | Ee | Dd | Ǵǵ | Gg | Vv | Bb | Aа |
|    | Yaya | Yuyu | Ee | "" | Sh | Jj | Chch | hh | Khkh | Ff   | Ūū | Uu | Tt | Ss | Rr | Pp | Oo |

### الفبای لاتین
در سال‌های گذشته به دلایل فراوانی شیوه و ساختار خط لاتین، استفاده از آن برای زبان فارسی پیشنهاد شده است. اولین بیان‌کنندهٔ این ایده میرزا فتحعلی آخوندزاده بود که در صدر مشروطیت رساله‌ای نیز در این راستا نوشت، اما مورد استقبال قرار نگرفت. لاتین‌نویسی فارسی دارای چندین گونه رسمی و غیررسمی است. در گونه‌های رسمی که بیشتر در فرهنگنامه‌ها، دانشنامه‌ها و نرم‌افزارهایِ ترانویسی کاربرد دارند، با ابداع نویسه‌های نوآورانه، برای هر آوا تنها یک نویسه وجود داشته و دوگانگی و ابهام از بین می‌رود. گونهٔ دیگری از لاتین‌نویسی که به فینگلیش معروف است، به صورت غیررسمی در برنامه‌های چت، شبکه‌های اجتماعی و پیامک‌ها کاربرد دارد که معیار نیست و قوانین آن در میان افراد و حتی رسانه‌های مختلف متفاوت است. پس از انقلاب ۱۹۱۷ روسیه گونه‌ای از الفبای لاتین در حدود دو دهه در تاجیکستان رایج بود که الفبای سیریلیک کنونی جایگزین آن شد.

## گویش‌ها و لهجه‌ها
گویش‌شناسان برای زبان فارسی گویش‌های پرشماری را برشمرده‌اند که بیشتر از نظر الگوهای دستور زبان، واژگان و تلفظ با یکدیگر متفاوت هستند. تلفظ‌های ویژه در گویش‌ها را به عنوان لهجهٔ منطقه‌ای دسته‌بندی می‌کند. گویش‌های فارسی از نظر جغرافیایی به سه دسته بزرگ غربی (رایج در ایران و کشورهای عربی پیرامون خلیج فارس)، شرقی (رایج در افغانستان و پاکستان) و فرارودی (رایج در تاجیکستان و ازبکستان) تقسیم می‌شوند.
گویش‌های تاتی رایج در جمهوری آذربایجان و داغستان نیز دیگر گروه گویشی فارسی هستند. گروه‌های قومی و مذهبی نیز دارای گویش‌های ویژه خود هستند که از مهم‌ترین آن‌ها می‌توان به گویش‌های جودی مربوط به یهودیان ایران، گویش بخاری مربوط به یهودیان بخارایی و گویش هزارگی مربوط به هزاره‌ها اشاره کرد.

### فارسی غربی
فارسی غربی یا ایرانی یکی از گونه‌های زبان فارسی و پر گویش‌ورترین آن‌هاست. این زبان، زبان رسمی ایران است و توسط اقلیت‌های بزرگی در عراق و کشورهای عربی خلیج فارس، به ویژه بحرین، گفتگو می‌شود. فارسی ایران نسبت به فارسی افغانستان میزان بیشتری وام‌واژه فرانسوی دارد. با این حال واژه‌های فرانسوی‌ای مانند «فاکولته» هستند که پس از وارد شدن به فارسی، در فارسی افغانستان باقی‌مانده‌اند اما در فارسی ایران عمدتاً فراموش شده و جای خود را به معادل اصیل‌تر، در این مورد «دانشکده» داده‌اند. برخی فقط در فارسی افغانستان وجود دارند مانند «لیسه»، «شارژ دافیر» به ترتیب به معنی «دبیرستان» و «کاردار» در فارسی ایران.
فارسی معیار در ایران بر پایه لهجه تهرانی بنا شده است. با گسترش سواد و پدید آمدن وسایل ارتباط جمعی و همگانی شدن آموزش و گسترش شهرنشینی در ایران و تأثیرگذاری شهر تهران و طبقه تحصیل‌کرده آن، فارسی معیار ایران، با دگرگونی‌هایی که عوامل مذکور در آن پدیدآوردند، به صورت زبان معیار امروزی درآمد. لهجه‌های اصفهانی، مشهدی، شیرازی، نیشابوری و آبادانی از شناخته‌شده‌ترین لهجه‌های فارسی ایرانی هستند. فارسی بحرینی، کویتی و کربلایی (عراقی) نیز از گونه‌های فارسی غربی رایج در خارج از ایران هستند.

### فارسی شرقی
فارسی شرقی، فارسی افغانستان یا رسماً دری، در افغانستان رایج است. فارسی رایج‌ترین زبان در افغانستان و زبان مادری بیش از ۱۶ میلیون نفر (۴۸–۵۲٪) از مردم این کشور است. به دلیل اینکه فارسی زبان میانجی افغانستان نیز به‌شمار می‌رود، در کل بیش از ۲۰ میلیون نفر یا ۸۰٪ از باشندگان این کشور بدان تسلط دارند. تاجیک‌ها، هزاره‌ها و ایماق‌ها گویشوران بومی فارسی در افغانستان هستند. این زبان در کنار پشتو یکی از دو زبان رسمی کشور است.
فارسی معیار افغانستان بر پایه لهجه کابلی بنا شده است. گویش‌های فارسی شرقی از نظر گلاتولوگ به سه دسته بزرگ دری، آیماقی و هزارگی تقسیم می‌شوند. گویش دهواری که در پاکستان رایج است و همچنین گویش منقرض‌شده پهلوانی نیز از گویش‌های فارسی شرقی هستند. لهجه‌های هراتی، قندهاری، پنجشیری و بلخی از معروف‌ترین لهجه‌های فارسی افغانستان هستند.

### فارسی فرارودی
فارسی فرارودی یا تاجیکی در آسیای میانه، به ویژه در کشورهای تاجیکستان و ازبکستان گفتگو می‌شود. وام‌واژه‌هایی از زبان‌های روسی و ازبکی وارد فارسی تاجیکی شده است و افزون بر این در مواردی تاجیکان برای برخی معنی‌ها و مفهوم‌ها، واژگانی را به کار می‌برند که در ایران بسامد کمتری برای آن مفهوم دارند. برای نمونه در فارسی تاجیکی به «خفاش»، «کورشب پرک»؛ به «فوتبالیست»، «فوتبالباز»؛ به «چای سبز»، «چای کبود»؛ به «بالگرد»، «چرخبال»؛ به «فرودگاه»، «خیزگَه» (محل برخاستن هواپیما) و به «کتری»، «چایجوش» می‌گویند. با این همه، فارسی تاجیکی به سادگی برای ایرانیان و افغانستانی‌ها قابل درک است.
فارسی معیار تاجیکستان در سده نوزدهم میلادی برپایه گویش ناحیه سمرقند و بخارا که مرکز تاریخی بی چون و چرای فارسی‌زبانان آن دیار بود، پدید آمد. دوشنبه، پایتخت کنونی تاجیکستان، در آن زمان یک روستای کوچک با چند صد نفر جمعیت بود که به هیچ روی در مقایسه با آن دو شهر از پیشینه فرهنگی خاصی برخوردار نبود. لهجه‌های بخاری و سمرقندی به گویش شمالی فارسی تاجیکی تعلق دارند و از طرف دیگر، لهجه دوشنبه‌ای جزو گویش جنوبی این زبان است و بنابراین گویش‌های رایج در منطقه‌ای که پایتخت واقع شده است، با فارسی تاجیکی معیار منطبق نیست. برای نمونه، گویش‌های شمالی، و همچنین تاجیکی معیار، واج /ɵ/ دارند، ولی این واج اصلاً در لهجه‌های صحبت شده در منطقه دوشنبه وجود ندارد.

## ادبیات

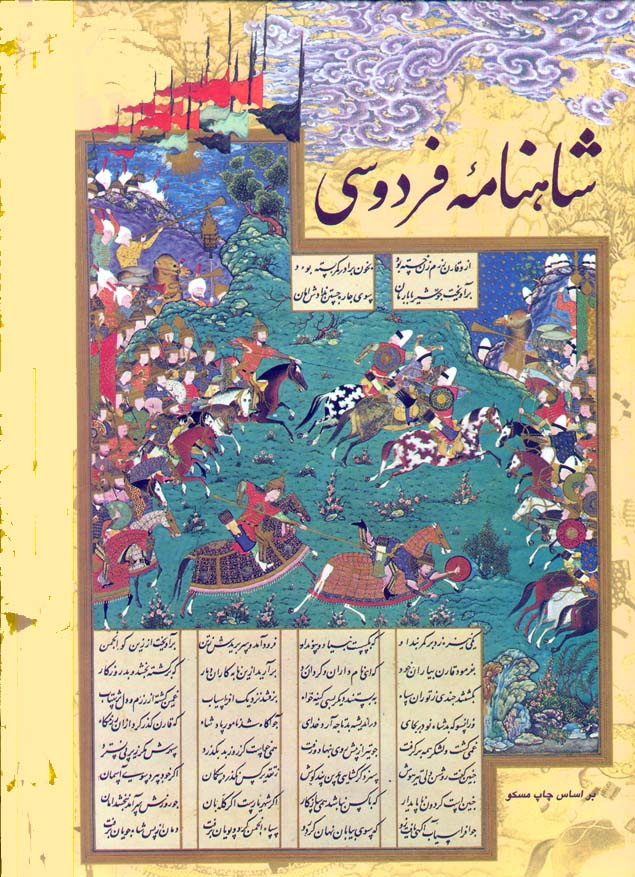
جنگ نوذر و افراسیاب در شاهنامه؛ شاهنامه یکی از بزرگ‌ترین و برجسته‌ترین سروده‌های حماسی جهان است.

ادبیات فارسی شامل آثار گفتاری و نوشتاری به فارسی و یکی از کهن‌ترین ادبیات‌های جهان است. سن این ادبیات به دو و نیم هزاره می‌رسد. سرچشمه‌های آن در ایران بزرگ، شامل ایران، عراق، افغانستان، قفقاز، ترکیه و مناطقی از آسیای میانه (همچون تاجیکستان و ازبکستان) و جنوب آسیا قرار دارند که فارسی زبان بومی یا رسمی آن‌ها بوده است. برای نمونه، مولوی، یکی از محبوب‌ترین شاعران فارسی، در بلخ (در افغانستان امروزی)] یا وخش (در تاجیکستان امروزی) زاده شد و در قونیه (در ترکیه امروزی) در گذشت. غزنویان مناطق بزرگی را در مرکز و جنوب آسیا فتح کردند و فارسی را به عنوان زبان درباری خود برگزیدند؛ بنابراین ادبیات فارسی افزون بر ایران، متعلق به بین‌النهرین، جمهوری آذربایجان، و قفقاز، ترکیه، پاکستان، بنگلادش، هند، تاجیکستان و دیگر بخش‌های آسیای میانه است.
ادبیات فارسی به عنوان یکی از ادبیات بزرگ بشریت توصیف شده است و گوته از آن به عنوان یکی از چهار رکن اصلی ادبیات جهان یاد می‌کند. ریشه ادبیات فارسی در آثار برجای مانده از پارسی میانه و باستان است که قدمت دومی به ۵۲۲ سال پیش از میلاد مسیح و سنگ‌نبشته بیستون بازمی‌گردد. بخش عمده ادبیات فارسی از دوران پس از حمله اعراب به ایران به جا مانده است. پس از قدرت‌گیری عباسیان (۷۵۰ م)، ایرانیان به کاتبان و دیوان‌سالاران خلافت تبدیل شدند و به نویسندگی و شاعری نیز روی آوردند. ادبیات فارسی نو به دلایل سیاسی در خراسان و فرارود پدیدار و شکوفا شد، چرا که نخستین دودمان‌های پسااسلامی همانند طاهریان و سامانیان در این مناطق مستقر بودند.
شاعران فارسی همانند فردوسی، سعدی، حافظ، عطار، نظامی، مولوی، و خیام در جهان شناخته شده و بر ادبیات بسیاری از کشورها تأثیر گذاشته‌اند. در میان چهره‌های شناخته‌شده ادبیات معاصر فارسی می‌توان به صادق هدایت، محمدعلی جمال‌زاده، هوشنگ گلشیری و جلال آل احمد در ادبیات داستانی و شهریار، نیمایوشیج، احمد شاملو، مهدی اخوان ثالث و سهراب سپهری در شعر اشاره کرد.
شعر فارسی و نثر فارسی دو گونه اصلی در ادب فارسی هستند. شعر فارسی به صورت کنونی قدمتی بیش از ۱۱۰۰ سال دارد. این گونه شعر کاملاً موزون بوده و وزن آن بر پایهٔ ساختاری است که عروض (وزن شعر فارسی) نام دارد. در شعر فارسی به‌طور سنتی سه سبک اصلی ادبی خراسانی، عراقی و هندی وجود دارد. سبک شعر به مجموعه واژگان، طرز بیان، دستور زبان و نیز محتوا و درونمایه‌های شعری دوره‌های خاص تاریخی گفته می‌شود که در شعر شاعران همان دوره نمود پیدا کرده و آن را از شیوه شاعری پیشینیان و آیندگان متمایز می‌سازد.
نثر فارسی به چهار دسته مرسل (ساده)، مسجع (آهنگین)، مصنوع (متکلف) و محاوره‌ای (گفتاری) تقسیم می‌شود. چهارمقاله اثر نظامی عروضی سمرقندی و جوامع الحکایات و لوامع الروایات اثر محمد عوفی از پرآوازه‌ترین نثرهای فارسی هستند. قابوس‌نامه اثر عنصرالمعالی کیکاووس زیاری، سیاست‌نامه اثر خواجه نظام‌الملک طوسی و کلیله و دمنه اثر نصرالله منشی نیز از دیگر نثرهای شناخته‌شده فارسی هستند.

## جایگاه
زبان فارسی با اینکه یکی از پایه‌های اصلی هویت ایرانی است و به عنوان زبان ملی و رسمی ایران شناخته شده است، ولی هویتی بسیار فراتر از فلات ایران دارد. فارسی از حدود سال ۱۰۰۰ میلادی تا ۱۸۰۰، زبان میانجی بخش بزرگی از غرب، مرکز و جنوب آسیا بود.
در سال ۱۸۷۲ در نشست ادیبان و زبان‌شناسان اروپایی در برلین، زبان‌های یونانی، فارسی، لاتین و سانسکریت به عنوان زبان‌های کلاسیک جهان برگزیده شدند. بر پایهٔ تعریف، زبانی کلاسیک به‌شمار می‌آید که یکم، باستانی باشد، دوم، ادبیات غنی داشته باشد و سوم در آخرین هزارهٔ عمر خود تغییرات اندکی کرده باشد. فارسی از نظر شمار و تنوع ضرب‌المثل‌ها در میان سه زبان نخست جهان است. دامنهٔ واژگان و تنوع واژه‌ها در فارسی همچنین بسیار بزرگ و پرمایه است و یکی از غنی‌ترین زبان‌های جهان از نظر واژه‌ها و دایرهٔ واژگان به‌شمار می‌آید. در کمتر زبانی فرهنگ واژگانی چون دهخدا (در ۱۸ جلد) یا فرهنگ معین (در ۶ جلد) دیده می‌شود.
فارسی پس از عربی، زبان دوم جهان اسلام است و امروزه هم گروندگان به اسلام در چین و دیگر نقاط آسیا فارسی را به‌عنوان زبان دوم متن‌های اسلامی پس از عربی می‌آموزند. فارسی همچنین جزو چند زبانی است که در بسیاری از دانشگاه‌های اصلی جهان به‌عنوان رشتهٔ تحصیلی در مقطع کارشناسی و بالاتر ارائه می‌شود و بسیاری از دانشگاه‌ها نشریه‌هایی به فارسی یا دربارهٔ آن دارند. آموزش فارسی در ۳۴۰ دانشگاه جهان انجام می‌پذیرد.

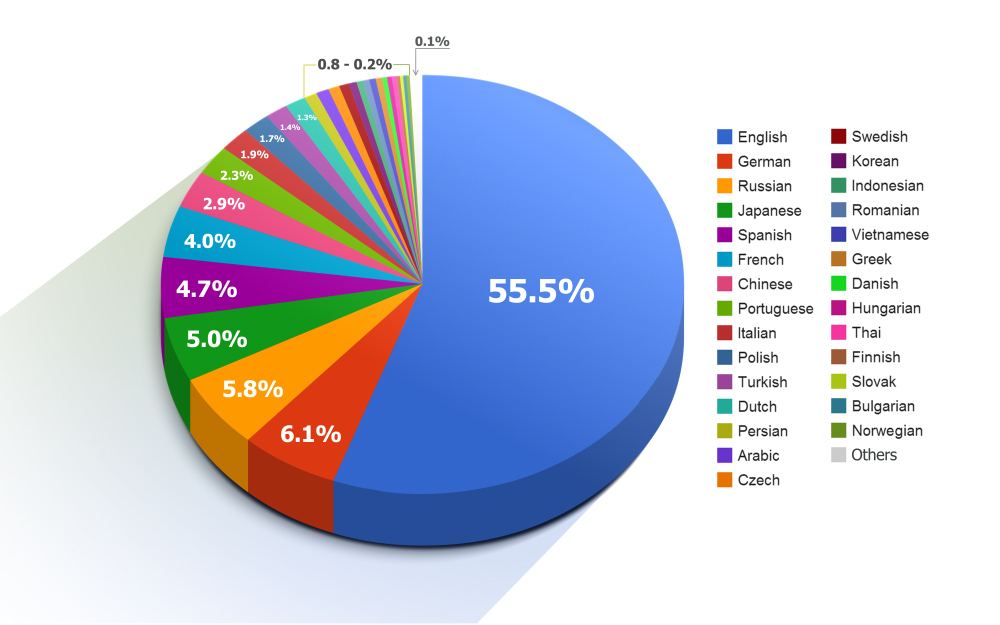
نمودار دایره‌ای از زبان‌های مورد استفاده بر روی اینترنت

امروزه بجز صدها شبکه رادیویی و تلویزیونی داخلی کشورهای فارسی‌زبان، بسیاری از رسانه‌های بزرگ جهان همچون بی‌بی‌سی، صدای آمریکا، یورونیوز، دویچه‌وله (صدای آلمان)، رادیو فرانسه، نشنال جیوگرفیک، صدای روسیه، رادیو اسرائیل، رادیو بین‌المللی چین، العربیه و غیره به زبان فارسی برنامه دارند و ده‌ها کانال ماهواره‌ای و اینترنتی به پخش برنامه به زبان فارسی مشغولند.
فارسی در ایران، افغانستان (به عنوان دری)، تاجیکستان (به عنوان تاجیکی) و در جمهوری داغستان در فدراسیون روسیه (به عنوان تاتی) از وضعیت رسمی برخوردار است. تلاش‌هایی برای ثبت فارسی به عنوان هفتمین زبان رسمی سازمان ملل متحد انجام شده است.
زبان فارسی برمبنای معیارهای بلاغت و وجه پرسشی نیز نهمین زبان کامل در جهان است.

### اثرگذاری‌ها

کشورهای دارای مکان‌هایی با ریشه نام فارسی

فارسی بر زبان‌های بسیاری، به ویژه دیگر زبان‌های هندواروپایی همانند ارمنی، اردو، بنگالی و تا حد کمتری هندی؛ زبان‌های ترکی همانند ترکی عثمانی، جغتایی، تاتاری، ترکی استانبولی، ترکمنی، آذربایجانی، ازبکی، قرقیزی، قزاقی و قره‌چای-بالکاری؛ زبان‌های قفقاز همانند گرجی و تا حد کمتری آواری و لزگی؛ زبان‌های آفروآسیایی همانند آرامی نو، عبری و عربی، به ویژه عربی بحرانی، خلیجی و عراقی؛ زبان‌های دراویدی همانند تامیلی، تلوگو و براهویی و همچنین زبان‌های آسترونزیایی همانند اندونزیایی و مالایی تأثیر گذاشته است. فارسی از راه ترکی عثمانی تأثیر واژگانی چشمگیری بر زبان‌های شرق اروپا همچون آلبانیایی، صربی، کرواتی، بلغاری و به ویژه بوسنیایی گذاشته است. حضور پررنگ وام‌واژگان فارسی را حتی تا زبان سواحلی در کنیا و تانزانیا نیز می‌توان یافت. شمار وام‌واژه‌های فارسی در زبان انگلیسی ۸۱۱ واژه است.
نام بسیاری از شهرها و کشورهای جهان دارای ریشه فارسی است. در میان کشورها نام‌های بین‌المللی ایران، افغانستان، تاجیکستان، ازبکستان، قزاقستان، قرقیزستان، ترکمنستان، پاکستان، ارمنستان، عراق، جمهوری آذربایجان، گرجستان، هند، چین و کرواسی دارای ریشه فارسی است. نام کشور تانزانیا نیز از ترکیب «تانگانیکا» و «زنگبار» می‌آید که دومی واژه‌ای فارسی و به معنی «ساحل سیاهان» (زنگ + بار) است. نام جمهوری‌های تاتارستان، داغستان و باشقیرستان در روسیه و قره‌قالپاقستان در ازبکستان نیز دارای ریشه فارسی است. پسوند فارسی -آباد در نام بسیاری از شهرهای جهان از جمله اسلام‌آباد (پایتخت پاکستان)، عشق‌آباد (پایتخت ترکمنستان)، حیدرآباد (هند)، خرم‌آباد (ایران)، جلال‌آباد (افغانستان)، اگرآباد (بنگلادش) و فیض‌آباد (ترینیداد و توباگو) یافت می‌شود. واژه فارسی بندر نیز در نام شهرهای بسیاری در سراسر جهان از جمله بندر عباس (ایران)، بندر سری بگاوان (پایتخت برونئی)، بندر لامپونگ (اندونزی)، بندر سری پوترا (مالزی) و باند (ناحیه‌ای در شانگهای، چین) یافت می‌شود. در خارج از جغرافیای فارسی‌زبانان نام شهرهای بسیاری از جمله بغداد (پایتخت عراق)، باکو (پایتخت جمهوری آذربایجان)، سارایوو (پایتخت بوسنی و هرزگووین)، موگادیشو (پایتخت سومالی)، آستانه (پایتخت قزاقستان)، قیروان (تونس)، دربند (روسیه)، نووی پازار (صربستان)، پازارجیک (بلغارستان)، باغچه‌سرای (اوکراین)، نمچه بازار (نپال) و سرای (مقدونیه شمالی) دارای ریشه فارسی است.